# Maigret

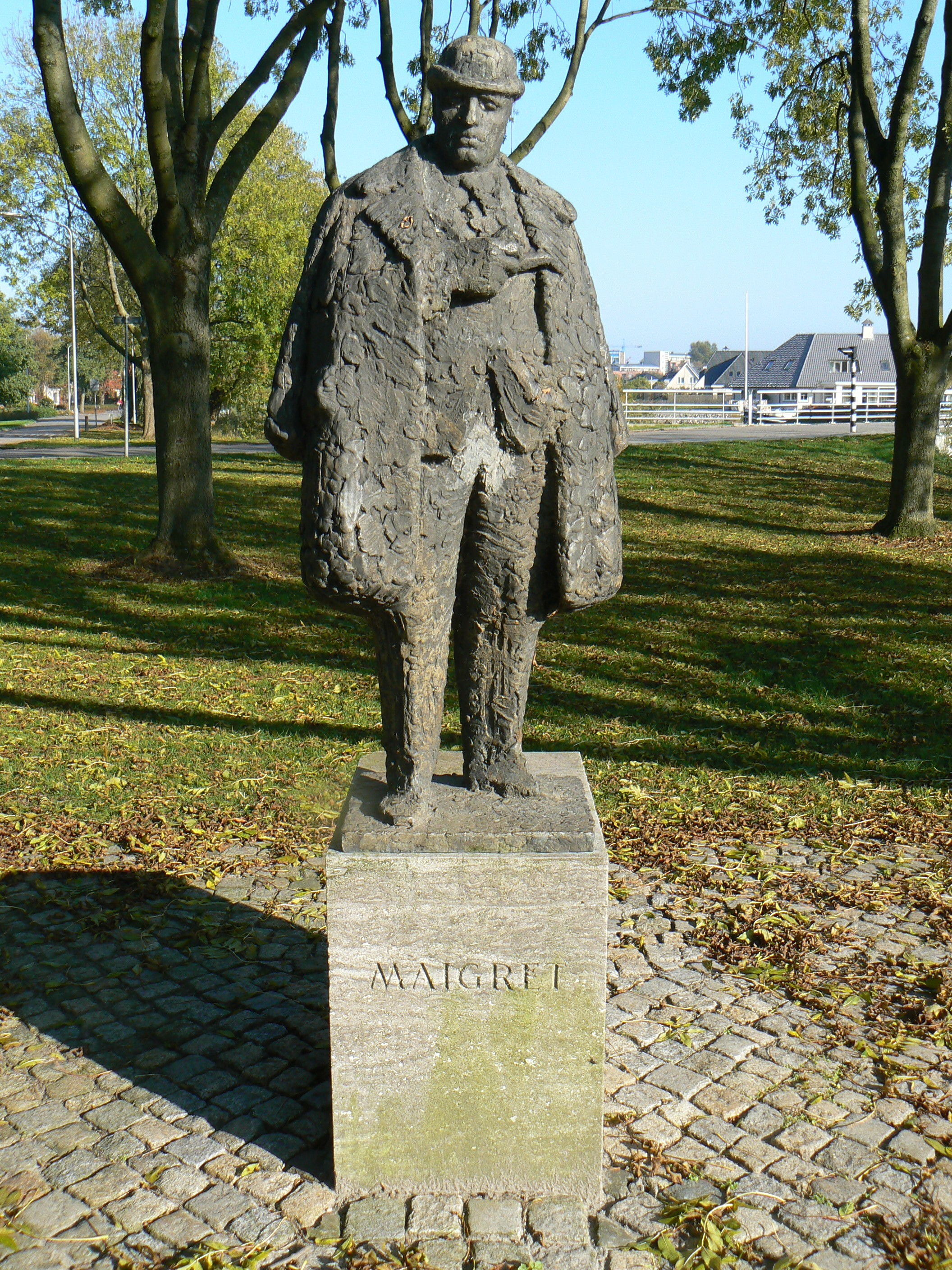
Standbeeld van Maigret in Delfzijl.

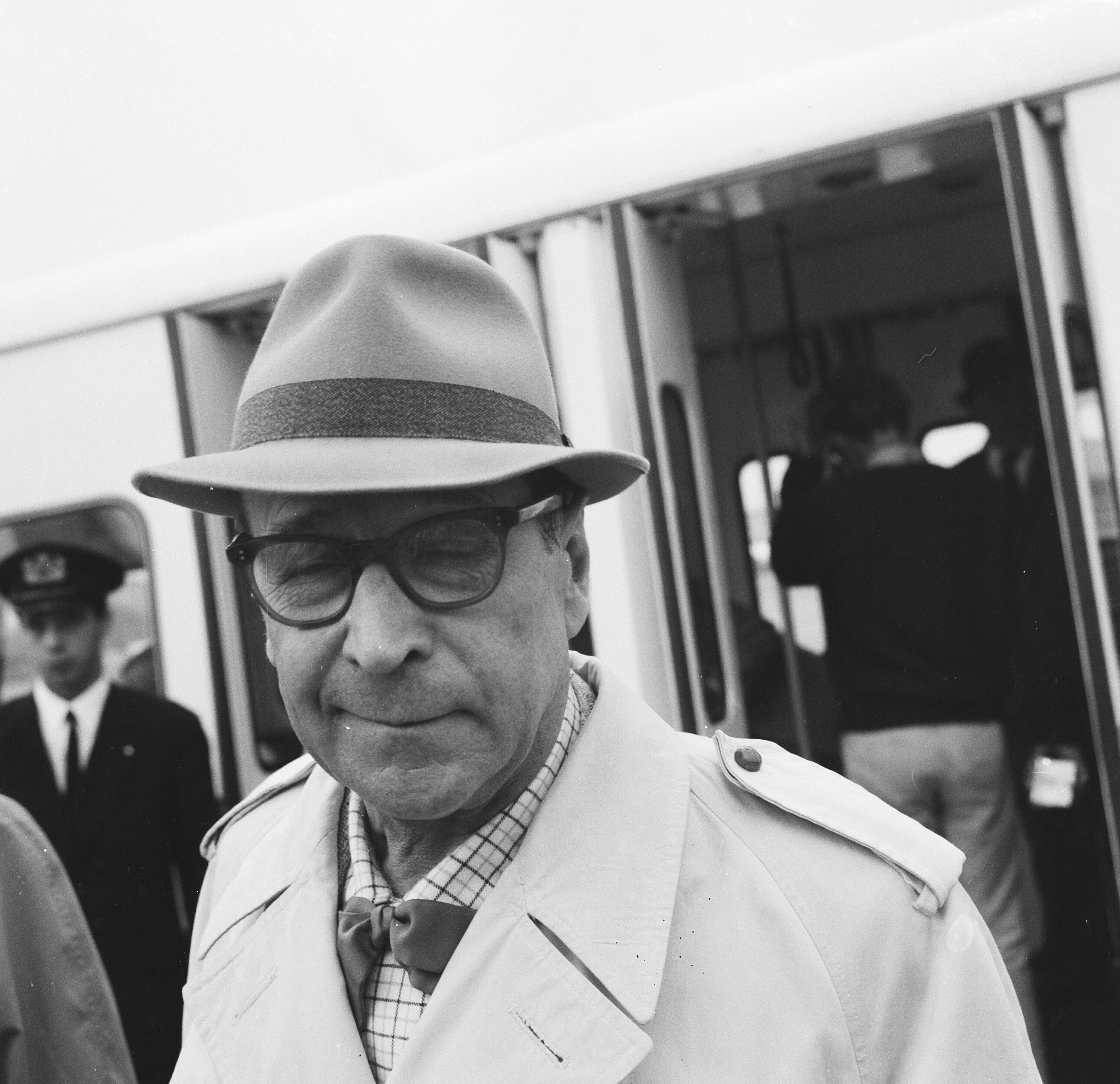
Auteur Georges Simenon in 1966.

Jules Maigret is een fictieve commissaris van de Parijse recherche en het hoofdpersonage in 75 detectiveromans en 28 korte verhalen die de Belgische schrijver Georges Simenon tussen 1930 en 1972 heeft geschreven. Veel van die romans en verhalen zijn een of meer keren verfilmd.   

## Ontstaansgeschiedenis
De eerste Maigret, Pietr-le-Letton, verscheen in 1930 als feuilleton in het weekblad Ric et Rac (13 afleveringen, 19 juli t/m 11 oktober) en werd in mei 1931 in boekvorm gepubliceerd door uitgeverij Fayard. Simenon zelf heeft in 1966 beweerd dat hij deze roman - de eerste die hij niet onder pseudoniem⁣, maar onder eigen naam publiceerde - in september 1929 te Delfzijl zou hebben geschreven, toen zijn boot L’Ostrogoth daar werd gerepareerd. In een artikel in de krant La République (1 juli 1932) heeft Simenon echter beweerd dat het idee voor het schrijven van een serie misdaadromans rondom een Franse commissaris ontstond tijdens een bootreis naar Noorwegen. Die vond plaats in de winter van 1929-1930, niet met L'Ostrogoth maar met het passagierstoomschip Polarlys. In de roman Pietr-le-Letton moet een massieve, boomgrote, breedgeschouderde commissaris van de Parijse recherche (police judiciaire) een aantal moorden zien op te lossen. Maigret gaat gekleed in een "grote zwarte overjas met fluwelen kraag" en rookt een pijp die "als vastgeklemd tussen zijn kaken" zit. Maigret wordt geholpen door adjudant Torrence, die echter door een misdadiger wordt bedwelmd en vermoord. Een rechercheur Torrence komt overigens ook in latere Maigret-romans voor. Dit is een van de vele ongerijmdheden in de reeks, waaruit kan worden opgemaakt dat Simenon bij het schrijven zelden verifieerde wat hij in eerdere romans en verhalen allemaal over Maigret en zijn medewerkers te berde had gebracht. Aan het schrijven van een Maigret-roman besteedde Simenon hooguit een of enkele weken van zijn tijd. Dat heeft geresulteerd in een aantal plots die lijden onder een zeker gebrek aan geloofwaardigheid.
De meeste deskundigen zijn het er tegenwoordig over eens dat Pietr-le-Letton (in Nederlandse vertaling: Maigret en de onbekende wreker) naar alle waarschijnlijkheid pas voltooid is in mei 1930, toen Simenon inmiddels in Parijs was teruggekeerd met zijn boot. Het boek dat hij in 1929 tijdens zijn oponthoud te Delfzijl geschreven heeft, is de pulproman Train de nuit die begin 1931 verscheen bij Fayard onder het pseudoniem Christian Brulls. In deze roman komt een commissaris Maigret voor die werkzaam is bij de politie van Marseille. Ook in drie andere pulpromannetjes die Simenon in 1928 en 1929 schreef komt een figuur voor die overduidelijk trekken vertoont van de latere commissaris Maigret. Deze voorlopers van de Maigret-reeks ('proto-Maigrets') zijn L’amant sans nom (in 1928 verschenen onder het pseudoniem Christian Brulls), La femme rousse (pas in 1933 in boekvorm gepubliceerd onder het pseudoniem Georges Sim) en La maison de l’inquiétude (in 1932 in boekvorm verschenen onder het pseudoniem Georges Sim).
In 1933 besloot Simenon Maigret met pensioen te sturen en zijn scheppingskracht voortaan te richten op meer serieuze literatuur. Met de in 1934 gepubliceerde 19e roman Maigret kwam een voorlopig einde aan de reeks. Toen Simenon bemerkte dat zijn 'romans durs' minder goed verkochten dan zijn Maigret-romans, begon hij in 1940 toch weer Maigrets te schrijven. Mogelijk heeft daarbij ook een rol gespeeld dat het Franse publiek tijdens de oorlog vooral behoefte had aan escapistische ontspanningslectuur. Gedurende drie decennia verschenen met grote regelmaat nieuwe titels in de Maigret-reeks totdat Simenon in 1972 tamelijk abrupt besloot te stoppen met het schrijven van fictie. Over zijn besluit om ook geen Maigrets meer te schrijven heeft Simenon naderhand opgemerkt dat hij daarover een soort wroeging voelde. "Het is een beetje alsof men een vriend heeft verlaten zonder hem de hand te schudden."
In Delfzijl staat tegenover het spoorwegstation een standbeeld van Maigret, vervaardigd door de Nederlandse beeldhouwer Pieter d'Hont. Het beeld werd op 3 september 1966 onthuld door Georges Simenon, toen aan het Tuikwerderrak nabij het Damsterdiep, in het bijzijn van vier acteurs die elk in een ander land in een televisieserie of bioscoopfilm gestalte gaven aan Maigret: Rupert Davies (Groot-Brittannië), Gino Cervi (Italië), Heinz Rühmann (Duitsland) en Jan Teulings (Nederland). Ter gelegenheid van dit evenement ondertekende burgemeester Aldert van Bruggen van Delfzijl een uittreksel van de burgerlijke stand, waarin verklaard wordt dat Jules Maigret op 45-jarige leeftijd geboren is te Delfzijl, op 23 februari 1929, en dat zijn vader Georges Simenon is en zijn moeder onbekend.

## Personage

### Geboorte en jeugd
Maigrets roepnaam is Jules, al wordt hij slechts spaarzaam bij die naam aangesproken door zijn vrouw en enkele oude bekenden. In La première enquête de Maigret (Het eerste onderzoek van Maigret) valt te lezen dat zijn volledige naam Jules Amédée François Maigret luidt. In Le revolver de Maigret (Het pistool van Maigret) bedeelt Simenon hem echter met de voornamen Jules Joseph Anthelme. Al even achteloos is Simenon omgesprongen met Maigrets geboortejaar. In M. Gallet décédé (Maigret in Sancerre), waarin Maigret een moord in Sancerre onderzoekt in de zomer van 1930, wordt vermeld dat Maigret 45 jaar oud is en dat hij reeds de helft van zijn leven in dienst is van de politie. Daarentegen beschrijft Simenon in La première enquête de Maigret (Het eerste onderzoek van Maigret) hoe Maigret in april 1913 op 26-jarige leeftijd voor het eerst op eigen initiatief een moord onderzoekt. Hij is op dat moment al vier jaar werkzaam bij de Parijse politie en gestationeerd op bureau La Rochefoucauld in het negende arrondissement als secretaris van commissaris Maxime Le Bret, van wie hij overigens meer tegen- dan medewerking ondervindt bij zijn onderzoek. Met een ruime slag om de arm kan dus worden gesteld dat Maigret geboren is tussen 1884 en 1887. In Maigret et l’homme tout seul (Maigret en het lijk in het sloophuis), dat zich afspeelt in augustus 1965, vermeldt Simenon vreemd genoeg dat Maigret bijna 55 jaar oud is, wat zou betekenen dat hij rond 1910 moet zijn geboren. Aangenomen wordt dat Simenon zich hier deerlijk in de chronologie heeft vergist. In de meeste romans en verhalen wordt Maigret door zijn schepper voorgesteld als een man van middelbare leeftijd. Bekend is dat Simenon een slecht geheugen voor data en jaartallen had, een gebrek waar hij grappig genoeg ook Maigret mee opzadelde.
Maigrets vader Evariste is rentmeester van een grafelijk landgoed in Saint-Fiacre, een fictief dorp in de  buurt van Moulins in het departement Allier. Het beroep van rentmeester brengt met zich mee dat zowel met mensen uit gepriviligeerde kringen als met boeren en veehandelaren moet worden omgegaan. De vaardigheid om met mensen uit allerlei rangen, standen en sociale milieus om te gaan bezit ook Maigret, die in deze aardt naar zijn vader. De familie Maigret bewoont een huis gelegen aan de binnenplaats van het kasteel van Saint-Fiacre.  Vele jaren na Maigrets vertrek uit Saint-Fiacre is het kasteel gekocht door Ferdinand Fumal, een zoon van de plaatselijke slager die het tot welgesteld en invloedrijk vleesgroothandelaar heeft gebracht en die op zeker moment in zijn Parijse woning wordt vermoord. Het dorp en kasteel van Saint-Fiacre zijn door Simenon gemodelleerd naar Paray-le-Frésil, waar hij in 1923-1924 enige tijd heeft verbleven als particulier secretaris van de markies de Tracy.
Maigret is enig kind. Als hij 8 jaar oud is sterft zijn moeder in het kraambed, evenals de baby. Vier jaar later gaat Maigret naar het lyceum in Moulins, waar hij zich echter als leerling op het internaat erg ongelukkig voelt. Als zijn vader dat door heeft, besluit deze de jonge Maigret naar Nantes te sturen, waar zijn tante en oom een bakkerij drijven en hem liefdevol kost en inwoning bieden. In Nantes volgt Maigret middelbaar onderwijs. Opgegroeid op het platteland blijft hij zich echter tussen de vier muren van een klaslokaal opgesloten voelen. Na de middelbare school gaat hij, nog steeds in Nantes, medicijnen studeren. Die studie moet worden afgebroken als Maigret ongeveer 20 jaar oud is en zijn vader op 44-jarige leeftijd in Saint-Fiacre komt te overlijden aan pleuritis, al vermoedt zijn zoon dat tuberculose de werkelijke doodsoorzaak is. Ook wat Maigrets studie geneeskunde betreft heeft Simenon een steekje laten vallen want in Pietr-le-Letton (Maigret en de onbekende wreker) wordt en passant vermeld dat Maigret enkele jaren medicijnen heeft gestudeerd aan de Sorbonne in Parijs.  Hoe het ook zij: in die laatste stad neemt Maigrets carrière rond 1907 een aanvang.

### Carrière
In het Parijse hotel-pension waar de jonge Maigret een kamer huurt, woont ook de vrijgezelle inspecteur Jacquemain, die werkzaam is bij de afdeling moordzaken (“de moordbrigade“) van de centrale recherche, zetelend aan de Quai des Orfèvres. Als Maigret op het punt staat een eenvoudig kantoorbaantje zonder veel toekomstperspectief te accepteren, biedt de ongeveer 40-jarige Jacquemain hem een alternatief aan, namelijk een aanstelling als geüniformeerd fietskoerier bij de Parijse politie. Zo’n zeven maanden lang doorkruist Maigret dagelijks heel Parijs om officiële stukken en dossiers te bezorgen bij de verschillende politiebureaus. Aldoende leert hij de stad op zijn duimpje kennen. Gegeven zijn vertrouwdheid met de fiets is het opmerkelijk dat hij dit voertuig in zijn latere carrière versmaadt. Alleen in M. Gallet décedé (Maigret in Sancerre) en in Les caves du Majestic (Maigret en het lijk in de kast) stapt hij nog tweemaal op een geleende fiets, waarbij hij opmerkt dat dit "zoveel gezonder en plezieriger [is] dan de bus of de tram". Als fietskoerier moet de jonge Maigret ook enkele malen stukken bezorgen bij commissaris Xavier Guichard, hoofd van de centrale recherche en een bekende van Maigrets vader. Guichard bezit een vakantiehuisje in de nabijheid van Saint-Fiacre en is daardoor met Evariste Maigret bevriend geraakt. Guichard ontpopt zich als Maigrets “beschermheer en meester”, die vanuit de coulissen zijn carrière min of meer stuurt zodat de jongeman in enkele jaren tijds met zoveel mogelijk facetten van het politiewerk in aanraking komt.
Overigens is Guichard gebaseerd op een gelijknamige commissaris die werkelijk heeft bestaan en op wiens uitnodiging Simenon ooit is rondgeleid op de burelen van de Quai des Orfèvres, teneinde een reëler beeld te krijgen van het recherchewerk. Simenon is dan nog auteur van sensationele misdaadromannetjes onder het pseudoniem Georges Sim maar gaat nadien semi-literaire misdaadromans schrijven onder zijn eigen naam.
Na zijn periode als geüniformeerd fietskoerier werkt Maigret in burgerkleding onder andere bij de afdeling kans- en gokspelen, de afdeling winkeldiefstallen en de afdeling zedenpolitie van de centrale recherche. Nadat hij in 1913 een eerste moordonderzoek heeft verricht, wordt Maigret op voorspraak van Guichard bevorderd tot inspecteur en wordt hij op de Quai des Orfèvres aangesteld bij de afdeling moordzaken onder leiding van commissaris Barodet, voor wie hij een diep ontzag koestert. Na ongeveer twintig jaar wordt Maigret bevorderd tot commissaris en hoofd van de afdeling moordzaken. Als kroon op zijn carrière wordt hem na veertig jaar politiewerk, drie jaar voor zijn pensionering, de positie van directeur van de centrale recherche aangeboden, waarvoor hij echter bedankt omdat hij liever hoofd van de afdeling moordzaken blijft dan zich in een mooie grote kamer op te sluiten en zich uitsluitend bezig te houden met allerlei bestuurlijke en administratieve kwesties. In L'écluse no. 1 (Maigret en Het Gulden Vlies) daarentegen neemt Maigret enkele jaren voor zijn pensionering zelf ontslag. Uit Maigret et le voleur paresseux (Maigret en de luie inbreker) valt op te maken dat Maigret in zijn laatste dienstjaren met leedwezen de reorganisaties bij de Ministeries van Justitie en Binnenlandse Zaken ondergaat, die tot gevolg hebben dat de politie steeds meer een werktuig in handen van het openbaar ministerie wordt. Maigret voelt zichzelf geen werktuig ("Een werktuig denkt niet") maar heeft geen zin om kwesties aan te snijden die buiten zijn competentie vallen of in actie te komen tegen veranderingen die hij toch niet kan tegenhouden.

### Huwelijk
Maigret is op zijn 26e getrouwd met Louise, een grote blonde vrouw “zoals je die alleen maar kunt vinden in een dure taartjeswinkel, of achter een toonbank van een boter-, kaas- en eierenwinkeltje“. Louise stamt uit een Elzasser geslacht dat al sinds Napoleontische tijden civiel ingenieurs voortbrengt. Maigret leert haar kennen op een muzikale soirée bij haar oom en tante in Parijs, waar hij door een vriend uit zijn studietijd mee naartoe is genomen. Deze eveneens gesjeesde student medicijnen is verliefd op Louise maar die liefde blijft onbeantwoord. Louise voelt zich juist aangetrokken tot Maigret, die de aandacht op zich vestigt door een hele schaal koekjes op te eten. Louise heeft een gelijkmatig humeur, valt nooit over kleinigheden, is zorgelijk en houdt ervan haar man te verwennen met smakelijk bereide spijzen. Over die gerechten is zelfs een apart boekje verschenen, geschreven door culinair journalist Robert Courtine (1910-1998). Hoewel Maigret wegens zijn werk dikwijls verstek moet laten gaan bij de middag- en avondmaaltijd, doet Louise daar nooit haar beklag over. Ze is eraan gewend geraakt dat haar man rare uren maakt maar stelt het wel op prijs als hij zich telefonisch afmeldt. Ze is ook een flinke vrouw, die niet klaagt over pijntjes en zelfs haar kiespijn verbijt. De Maigrets hebben een gelukkig, maar zeer traditioneel huwelijk. Hij heeft zijn werk en zij doet het huishouden en in die domeinen bemoeien ze zich niet of nauwelijks met elkaar. Louise toont zich overigens wel geïnteresseerd in Maigrets vorderingen maar hoeft nooit het naadje van de kous te weten. Met wat ze uit de krant en via de radio verneemt van het onderzoek van haar echtgenoot neemt ze genoegen.
Het echtpaar Maigret heeft geen kinderen, wat vooral Louise veel verdriet doet. Vandaar dat Maigret het onderwerp kinderen het liefst vermijdt. Overigens is uit hun echtverbintenis wel een dochtertje geboren maar dat is kort na de geboorte overleden. Heel af en toe roept een ontmoeting met een jong iemand ook bij Maigret een soort "heimwee naar het vaderschap" op. De kinderloosheid van het echtpaar Maigret was een bewuste keuze van Simenon: "Ik vond het veel te ingewikkeld verhalen te schrijven waarin de commissaris jengelende kinderen thuis aantrof als hij terugkeerde van zijn werk. Of 's nachts het bed uit moest omdat de baby huilde. Maigret moest zich maar met een ding bezighouden: het oplossen van misdaden." Wat ook zal hebben meegespeeld is dat Simenon zelf nog geen kinderen had toen hij zijn romanfiguur bedacht. In de meeste romans en verhalen woont het echtpaar Maigret op 132 Boulevard Richard-Lenoir in het elfde arrondissement van Parijs. In L'écluse no. 1 (Maigret en Het Gulden Vlies) bewonen ze echter een appartement op Boulevard Edgar Quinet in het veertiende arrondissement; in Maigret se fâche (Maigret wordt kwaad) is sprake van een appartement aan de Place des Vosges in het vierde arrondissement. Overigens heeft Simenon zelf enkele jaren (1924-1929) in een appartement aan de Place des Vosges gewoond met zijn eerste echtgenote Régine (Tigy) Renchon. Een paar jaar voordat hij met pensioen gaat koopt Maigret een buitenhuisje in Meung-sur-Loire, waar hij samen met zijn vrouw de zaterdagavonden en zondagen doorbrengt. Eenmaal gepensionneerd vestigt Maigret zich definitief in Meung, in het huis dat geurt "naar brandend hout en geitemelk".
Het echtpaar Maigret heeft geen uitgebreide vrienden- en kennissenkring. Eigenlijk trekken ze alleen intensief op met één ander echtpaar, te weten de huisarts Pardon en diens vrouw. Ongeveer eens per maand eten de Maigrets bij de Pardons die ongeveer vijf minuten van hen vandaan wonen op de boulevard Voltaire, dan wel in de rue Popincourt of de rue Picpus. De echtparen zijn van ongeveer dezelfde leeftijd. Maigret en Pardon noemen elkaar niet bij de voornaam, de vrouwen daarentegen wel. Ter ontspanning bezoeken de Maigrets ook weleens een vertrouwd restaurantje en soms gaan ze een avondje naar de bioscoop (altijd dezelfde bioscoop, want de film doet er niet zo toe). De vakanties worden meestal doorgebracht bij de familie van Louise in de Elzas. De zuster van Louise Maigret heeft een zoon die eveneens politieambtenaar is. Op voorspraak van Maigret krijgt deze Philippe Lauer een betrekking aangeboden bij de police judiciaire in Parijs. Nadat Maigret met pensioen is gegaan komt zijn neef op de afdeling moordzaken te werken. In een poging net zo slim te zijn als zijn beroemde oom begaat Philippe echter zo'n blunder dat hij zelf verdachte wordt in een moordzaak. Daardoor ziet Maigret zich genoodzaakt nog eenmaal - zij het vanaf de zijlijn - een moord op te lossen om zodoende zijn neef vrij te pleiten.

### Werkwijze
Maigrets werkwijze wordt door Simenon uitgebreid beschreven. In diverse romans staat die werkwijze zelfs min of meer centraal en doet het misdaadverhaal er minder toe. In Mon ami Maigret (Mijn vriend Maigret) krijgt de commissaris bijvoorbeeld te maken met een jonge rechercheur van Scotland Yard die naar Parijs komt om de "methode Maigret" te bestuderen. In het beginstadium houdt Maigret een moordonderzoek liefst zo breed en open mogelijk. Hij waakt voor vooringenomenheid en tunnelvisie. In Maigret et les vieillards (Maigret in de wereld van gisteren) merkt hij op: “Ik verdenk nog niemand, maar ik verwerp à priori geen enkele hypothese.“ Die instelling brengt met zich mee dat Maigret eerste indrukken wantrouwt. Het liefst verdiept hij zich eerst grondig in de persoon van het slachtoffer en diens milieu. Daartoe ondervraagt hij allerlei mensen die het slachtoffer (goed) hebben gekend en gaat in die kring op zoek naar een mogelijk motief. Hij is ervan overtuigd dat achter elke moord een motief schuilgaat. Met een voor de hand liggend motief neemt hij niet zonder meer genoegen. Hij is vooral op zoek naar diepere en meer verborgen motieven. Vaak begeeft hij zich te voet naar de mensen toe die hij wil ondervragen. “Ik houd van lopen, vooral als ik moet nadenken.“ Soms neemt hij het openbaar vervoer, een taxi of laat hij zich chaufferen in een dienstautootje. Maigret heeft namelijk zelf geen rijbewijs. Naast de uitkomsten van die ondervragingen maakt Maigret ook gebruik van de resultaten van technisch en forensisch-medisch onderzoek. De bevindingen van lijkschouwingen krijgt Maigret meestal te horen van dokter Paul van het Instituut voor Gerechtelijke Geneeskunde (Institut Médico-Légal) gevestigd aan de Quai de la Rapée. Deze dokter Paul is losjes gebaseerd op de werkelijke gerechtsarts Charles Paul (1879-1960), die in een 55 jaar omspannende carrière uitgroeide tot "l'homme aux cent mille autopsies" (de man van 100.000 lijkschouwingen). Voor het technisch sporenonderzoek wendt Maigret zich veelal tot inspecteur Joseph Moers van de technische recherche, een man van Vlaamse komaf met een engelengeduld die uiterst grondig te werk gaat en wiens bevindingen door Maigret zeer serieus worden genomen. Hoe waardevol ook, bij het oplossen van een zaak blijken technische bewijsmiddelen maar zelden van doorslaggevend belang. Tijdens (internationale) congressen en bijeenkomsten die hij bijwoont, hoort Maigret wel eens wat over nieuwe wetenschappelijke recherchemethoden maar beroepsmatig is hij daar niet erg in geïnteresseerd. Waar Maigret vooral op koerst is voortschrijdend psychologisch inzicht in de persoon van het slachtoffer en de mensen uit diens kring.
Als Maigret uiteindelijk een of meer verdachten oppakt worden deze vaak blootgesteld aan een langdurig verhoor in zijn werkkamer aan de Quai des Orfèvres. Niet zelden kan zo’n verhoor wel een etmaal of langer duren. Op de zwartmarmeren schoorsteenmantel van Maigrets werkkamer staat een stlstaande pendule waarvan de wijzers op 12 uur staan. Verdachten verliezen daardoor soms een beetje hun besef van tijd, al heeft de kamer wel uitzicht op de Seine waardoor het verstrijken van de tijd aan het daglicht zichtbaar is. Maigrets uitputtende verhoren zijn bekend bij de pers. Maigrets medewerkers lossen hem soms af en om de inwendige mens te versterken laat Maigret vaak bier en broodjes bezorgen door de nabijgelegen brasserie Dauphine. Uiteraard rookt Maigret tijdens de verhoren menige pijp, waardoor zijn werkkamer vaak blauw ziet van de rook. Ook stookt hij de kachel soms hoog op, want Maigret heeft een hekel aan kou, die hem grondig uit zijn humeur brengt. Maigrets kachel is soms zo warm dat het kachelrooster bijna smelt en het water in zijn kamer langs de muur sijpelt. Hoewel er geruchten de ronde doen over Maigrets ruwe bejegening van verdachten en hun blootstelling aan extreme temperaturen, onthoudt Maigret zich van fysieke verhoormethoden. Naarmate ondervragingen langer duren wordt hij wel kribbiger en schiet vaker uit zijn slof, zeker als verdachten zich een air van superioriteit aanmeten. Als een verdachte eindelijk tot een bekentenis komt voelt Maigret geen triomf maar overvalt hem eerder een gevoel van neerslachtigheid. Maigret is zelden of nooit uit op gerechtigheid. Het gaat hem slechts om het oplossen van een moordraadsel en vervolgens moet een rechtbank maar over de dader oordelen.
Bij zijn onderzoeken moet Maigret regelmatig overleg plegen met en verantwoording afleggen aan de rechter-commissaris (onderzoeksrechter), van wie hij ook toestemming nodig heeft voor huiszoekingen en arrestaties. Maigret heeft een enigszins ambivalente houding tegenover de magistraten die zetelen in het eveneens aan de Quai des Orfèvres gelegen Paleis van Justitie. Hij respecteert hun rol maar houdt hen zelden volledig van de voortgang op de hoogte. Hij weigert hen bijvoorbeeld deelgenoot te maken van zijn hypotheses. Bij verschillende van zijn onderzoeken wordt het Maigret bijzonder lastig gemaakt door de bemoeizuchtige rechter-commissaris Coméliau. Deze Coméliau komt ook al voor in een aantal pulpromannetjes die Simenon geschreven heeft onder het pseudoniem Georges Sim. Latere rechters-commissarissen met wie Maigret te maken krijgt gunnen hem wat meer ruimte, waarschijnlijk mede vanwege zijn reputatie. Ook in het reguliere overleg met de directeur van de centrale recherche en zijn medecommissarissen geeft Maigret niet altijd openheid van zake. Wanneer hij vermoedt dat zij zijn gewroet in een zaak zullen afkeuren of ridiculiseren rept hij liever over lopend onderzoek dat wat routineuzer van aard is.

### Uiterlijk en karakter
Maigret is een grote man met een fors postuur. Als kind al bezit hij een onverzadigbare eetlust. Met een volle maag voelt hij zich gelukkig en vol zelfvertrouwen. In M. Gallet décédé (Maigret in Sancerre) vermeldt Simenon tweemaal het gewicht van de commissaris: 100 kilo, dan wel 110 kilo. Maigret gaat bij zijn eerste onderzoeken gekleed in een overjas met een fluwelen kraag en hij draagt een bolhoed. In de latere romans en verhalen worden die duidelijk vooroorlogse kledingstukken door Simenon niet meer genoemd. Wel wordt subtiel te kennen gegeven dat Maigret niet erg modieus is en dat hij het liefst in vertrouwde kledij rond loopt. Wanneer hij een nieuw pak, een nieuwe jas of nieuwe schoenen koopt, draagt hij die altijd eerst buiten werktijd om er aan te wennen. Als het koud is draagt hij een dikke wollen sjaal die gebreid is door zijn vrouw. Hij loopt gewoonlijk met zijn handen in de zakken van zijn overjas en beweegt zich voort met grote, trage passen. Maigret heeft niet alleen een gezonde eetlust, hij is ook een groot innemer van alcoholische dranken. Hij drinkt vooral bier – wat zich wellicht laat verklaren uit het feit dat zijn schepper afkomstig was uit België. In een kast van zijn kamer aan de Quai des Orfèvres bewaart Maigret een fles cognac – al is die ook bedoeld om mensen die worden verhoord wat spraakzamer te maken. Ondanks zijn alcoholconsumptie raakt Maigret nooit aangeschoten of dronken. Naar hedendaagse maatstaven is de commissaris waarschijnlijk een (verborgen) alcoholist. Op advies van zijn vriend en huisarts Pardon probeert Maigret soms zijn alcoholconsumptie te matigen maar erg lang houdt hij dat niet vol.
Hoewel Maigret het vermogen bezit om op te trekken en te communiceren met lieden van allerlei stand, heeft hij een instinctieve afkeer van mensen die zich beter of hoogstaander wanen dan gewone stervelingen. In de omgang met mensen die deel uitmaken van de elite overvalt Maigret vaak het gevoel dat hij op eieren loopt. Hij moet meer moeite doen om zijn irritatie te bedwingen bij mensen die menen dat voor hen een andere moraal geldt omdat ze geld, macht en invloed hebben. Kosmopolitisch ingestelde mensen, “die zich in Londen evenzeer op hun gemak voelen als in Rome of in New York [en] die het vliegtuig nemen zoals anderen de metro”, hebben doorgaans niet zijn sympathie. Een ander type dat niet op Maigrets sympathie hoeft te rekenen is de zakenman die met platvloerse flair en over de ruggen van andere mensen heen, zichzelf verrijkt. Ook met intellectuelen en "mensen die studeren om te studeren" heeft Maigret niet veel op. Daarentegen kost het Maigret weinig moeite zich in te leven in kruimeldieven, zakkenrollers, mislukte artiesten, scharrelaars, prostitué’s en andere mensen die leven aan de onderkant of in de marge van de samenleving. De dingen die zij doen en de keuzes die zij maken zijn lang niet altijd geoorloofd of moreel te rechtvaardigen maar dat neemt niet weg dat Maigret een zeker mededogen voor hen kan opbrengen. In Les mémoires de Maigret (De memoires van Maigret) spreekt hij in dit verband zelfs van een soort verwantschap: “We staan aan verschillende kanten van de barricade, dat spreekt vanzelf. Maar ook zitten we tot op zekere hoogte in hetzelfde schuitje.” Maigret staat wantrouwig tegenover veel gevestigde opinies. Hij is ervan overtuigd dat die vaak “veel te ongenuanceerd” zijn. De werkelijkheid is volgens Maigret complex en “altijd vloeiend”. In het verhaal Peine de mort (De reddende moord) formuleert Simenon kernachtig hoe Maigret opereert: "In werkelijkheid wist Maigret niets. Maigret voelde alleen maar." Vanwege zijn intuïtief optreden en begrip voor menselijke zwakheden is Maigret het exacte tegendeel van Sherlock Holmes, die juist opereert als een kille en humorloze “redeneermachine”. Waar Sherlock Holmes in wezen een eind-negentiende-eeuwse "wetenschapsfetisjist" is, is Maigret meer een tastende psychiater die probeert te doorgronden waarom iemand tot het plegen van een moord is overgegaan. In Maigret hésite (Maigret aarzelt) laat Simenon zijn hoofdpersoon overpeinzen dat hij waarschijnlijk psychiater zou zijn geworden in het geval hij zijn studie medicijnen zou hebben afgemaakt.
In de eerste romans en verhalen is Maigret een veel dynamischer en reislustiger personage dan in de latere romans. Regelmatig verlaat hij Parijs en onderzoekt hij moordzaken in plaatsen die strikt genomen buiten zijn jurisdictie vallen. Als hij op onderzoek is in de provincie belt Maigret regelmatig naar huis om zijn vrouw gerust te stellen en verder veraangenaamt hij zijn dienstreizen door te genieten van plaatselijke gerechten en alcoholische dranken. Sommige onderzoeken voeren Maigret zelfs naar België en Nederland. Ondanks zijn postuur en gewicht schrikt hij niet terug voor het uithalen van halsbrekende capriolen. In M. Gallet décédé (Maigret in Sancerre) klimt hij bijvoorbeeld op een drie meter hoge met mos begroeide muur en springt daar ook weer vanaf. In Le fou de Bergerac (Maigret en de dorpsgek) springt hij een verdachte na uit een rijdende trein, waarna hij de rest van het onderzoek noodgedwongen moet leiden vanuit een ziekenhuisbed. In Pietr-le-Letton (Maigret en de onbekende wreker) wordt Maigret door een kogel in zijn borst getroffen maar slaagt hij er eigenhandig in dit projectiel uit zijn borst te verwijderen! In de latere romans opereert Maigret vooral vanuit zijn bureau aan de Quai des Orfèvres en onthoudt hij zich wijselijk van inspanningen die niet bij zijn lichaamsomvang en leeftijd passen. Voor zijn naaste medewerkers Lucas, Janvier, Torrence en Lapointe koestert Maigret “een oprechte genegenheid”. Vaak spreekt hij hen collectief aan als “mes enfants” (“kinderen”). Op hun beurt spreken zij Maigret steevast aan als “chef”. De karakters van Lucas, Janvier, Torrence en Lapointe worden door Simenon nauwelijks uitgediept.

### Overeenkomsten en verschillen tussen Maigret en Simenon
Ontegenzeggelijk heeft Simenon enkele achtergronden van Jules Maigret ontleend aan zijn eigen leven. Het leeftijdsverschil tussen Maigret en zijn vader Evariste is bijvoorbeeld even groot als het leeftijdsverschil tussen Georges Simenon en zijn vader Désiré. Beider vaders zijn vroeg overleden. Volgens sommige literatuurvorsers is Maigret "de vader die Simenon nooit heeft gehad". Voor diverse Maigret-romans en verhalen heeft Simenon geput uit zijn jeugdherinneringen, toen hij zelf in Luik een leven leidde "dat bijna aan de zelfkant raakte". Sommige personages in Le pendu de Saint-Pholien (Maigret en het lijk aan de kerkdeur) zijn bijvoorbeeld geïnspireerd op enkele foute jeugdvrienden van Simenon. Wat Maigret en Simenon met elkaar gemeen hebben is dat religie in hun wereldbeeld geen rol speelt en dat zij zich onthouden van moralistisch gepreek. Verder roken ze allebei pijp - Simenon kocht zijn eerste pijp toen hij nog maar veertien jaar oud was. Een andere duidelijke overeenkomst is dat beiden zeer zintuiglijk zijn ingesteld. Simenon heeft over zijn creatie opgemerkt: “Maigret leefde in mij, ik zag hem als een mens van vlees en bloed, ik kende het geluid van zijn stem, de lucht van zijn oude trui, zelfs zijn schoenmaat. Terwijl ik ploeterde, rookte hij ondertussen zijn pijp. We waren beiden vol vertrouwen.” Wat Maigret en Simenon ook met elkaar gemeen hebben is hun inlevingsvermogen in de gewone man. Bij het scheppen van een romanfiguur ging Simenon op dezelfde empathische manier te werk als Maigret: hij schreef zijn romans "in een trance van volledige vereenzelviging met zijn personages".
Simenon beschouwde zichzelf als een ongediplomeerd "handwerksman van de romankunst" zoals zijn schepping Maigret in wezen een ongediplomeerd handwerksman van de politie is. Enigszins anders gesteld maar feitelijk neerkomende op hetzelfde: "Maigret die een moord overdenkt, is de schrijver Simenon die een boek in zijn hoofd laat ontstaan."
Toch stemmen Maigrets karakter en levenswijze in heel veel opzichten niet overeen met die van Simenon. Als Maigret een moordzaak overdenkt mag hij graag uitkijken over de Seine. Simenon daarentegen trok zich voor zijn schrijfarbeid het liefst terug in een geluiddichte kamer met gesloten gordijnen. Gedurende een groot deel van zijn leven hield Simenon er een flamboyante levensstijl op na, gaf hij geld uit alsof het water was, en was hij zeer gesteld op luxe en comfort. Maigret daarentegen leidt in wezen een intens burgerlijk leven en kan op weinig uitspattingen worden betrapt. Waar Simenon bepaald niet wars was van publiciteit probeert Maigret juist journalisten te ontlopen. Voor Simenon waren de Maigret-romans vooral een middel om snel rijk te worden, terwijl Maigret allerminst gespitst is op het vergaren van rijkdom. John Simenon (1949), een zoon van de schrijver, heeft erop gewezen dat zijn vader slecht bestand was tegen stress en ook nooit zo gelukkig als hij de buitenwereld wilde doen voorkomen. Ook door zijn biograaf Pierre Assouline wordt Simenon getypeerd als een "chronisch instabiele man" die steun, zekerheid en bevestiging zocht bij zijn echtgenotes, secretaresses, huishoudster en bij talloze prostitués. Maigret daarentegen is de stabiliteit zelve, zowel mentaal als fysiek. Hij wordt nooit overweldigd door seksuele begeerte. In de roman die simpelweg Maigret (1934) heet deelt de commissaris weliswaar het bed met een jeugdige prostitué maar dat is alleen om deze Fernande voor zijn karretje te spannen en van seksuele gemeenschap is geen sprake. Maigret kan prima met druk omgaan en is onder alle omstandigheden volkomen zichzelf. John Simenon: “Aan het eind van zelfs de meest hectische dag kan Maigret rustig langs de Seine wandelen en naar de zon of de regen kijken. Mijn vader kon dat niet.”

## Maigret in Nederlandse vertaling (1932-1955)
Tussen 1932 en 1955 werden in totaal vijftien Maigret-titels in het Nederlands vertaald. Twaalf daarvan verschenen bij uitgeverij Bruna in Utrecht, de meesten als gebonden uitgaven in de reeks Boek van de maand (1945-1955). Drie titels verschenen in 1944 bij uitgeverij Espes in Brussel, een enigszins schimmige onderneming die volgens Pierre Dubois in 1943 de vertaalrechten van twaalf Simenon-titels had verworven. Espes werd echter in 1944 of 1945 al weer opgeheven waardoor het slechts bij drie Maigret-vertalingen bleef: twee van de hand van Dubois en een van Albert Borst (1917-2004), een kennis van Dubois. Op een na werden alle vroege Maigret-vertalingen uit de periode 1932-1955 naderhand heruitgegeven in de Zwarte Beertjes-pocketreeks, in veel gevallen onder een andere titel. Alleen de vertaling van Chez les Flamands (De familie Peeters) door Albert Borst is niet als Zwarte Beertje heruitgegeven. Uitgeverij Bruna heeft deze titel in 1966 opnieuw laten vertalen door Karel Romijn.
| jaartal | oorspronkelijke titel          | Nederlandse titel                               | uitgeverij | vertaler(s)                                                                         | jaartal       |
| ------- | ------------------------------ | ----------------------------------------------- | ---------- | ----------------------------------------------------------------------------------- | ------------- |
| 1931    | Pietr-le-Letton                | De onbekende wreker                             | Bruna      | Nellie Woltera Markies-Broese van Groenou                                           | 1938          |
| 1931    | La tête d'un homme             | Om een menschenleven                            | Espes      | Pierre Hubert Dubois                                                                | 1944          |
| 1931    | Un crime en Hollande           | Een misdaad in Holland                          | Bruna      | Titia Jansje Poort-Kool                                                             | 1933 [= 1932] |
| 1932    | Chez les Flamands              | De familie Peeters                              | Espes      | A.L.A. Borst (= Albertus Leonhardus Borst)                                          | 1944          |
| 1932    | Le port des brumes             | Haven in den mist                               | Espes      | Pierre Hubert Dubois                                                                | 1944          |
| 1947    | La pipe de Maigret             | De pijp van Maigret, in Detective omnibus       | Bruna      | Joost de Klerk                                                                      | 1952          |
| 1947    | Maigret à New-York             | Maigret in New York                             | Bruna      | Hendrik Magdalenus (Dick) Bruna                                                     | 1951          |
| 1948    | Maigret et son mort            | Place de la Concorde : een avontuur van Maigret | Bruna      | Jan Frits Kliphuis                                                                  | 1951          |
| 1948    | Les vacances de Maigret        | Maigret op vacantie                             | Bruna      | M.A. Laan (pseud. van Hendrik Magdalenus (Dick) Bruna)                              | 1951          |
| 1949    | La première enquête de Maigret | Chez Maigret                                    | Bruna      | Hendrik Magdalenus (Dick) Bruna                                                     | 1952          |
| 1949    | Mon ami Maigret                | Mijn vriend Maigret                             | Bruna      | Jack Kröner                                                                         | 1953          |
| 1950    | Maigret et la vieille dame     | Maigret en het weeuwtje                         | Bruna      | Jan Frits Kliphuis                                                                  | 1951          |
| 1950    | L'amie de Madame Maigret       | De vriendin van mevrouw Maigret                 | Bruna      | Johannes Cornelis (Jan) Arends                                                      | 1955          |
| 1951    | Maigret et la grande perche    | Maigret zoekt een dode                          | Bruna      | Herman Schratenbach (pseud. van Diederic Jacob Herman Nicolaas den Beer Poortugael) | 1953          |
| 1952    | Le revolver de Maigret         | Het pistool van Maigret                         | Bruna      | Alida Tallina Romijn-Klijnsma                                                       | 1954          |

## Maigret in Zwarte Beertjes-pocketreeks (1955-1972)
Tussen 1955 en 1972 werden alle romans en nagenoeg alle verhalen met Maigret in de hoofdrol door Bruna uitgegeven in de zeer betaalbare Zwarte Beertjes-pocketreeks. In totaal handelt het om 80 titels: 75 romans en 5 verhalenbundels met in totaal 25 verhalen. De omslagen van deze pocketuitgaven werden ontworpen door Dick Bruna met als terugkerend motief de pijp van commissaris Maigret. De drie niet uitgegeven Maigret-verhalen werden door uitgeverij Bruna ofwel onvoldoende interessant gevonden, ofwel simpelweg over het hoofd gezien. De eerste Maigret-uitgave in de Zwarte Beertjes-pocketreeks was Maigret au "Picratt's" die onder de titel Maigret op Montmartre en het reeksnummer 11 verscheen (1955). In 1994 werd deze roman nogmaals als Zwarte Beertje uitgegeven maar nu onder nummer 2520. De roman Maigret se trompe is onder twee verschillende titels in de Zwarte Beertjes-reeks verschenen. Deze roman verscheen aanvankelijk als Maigret en de hooggeleerde pantoffels (1958) en nadien als De vergissing van Maigret (1966).
Voor een tweetal Nederlandse Maigret-vertalingen heeft uitgeverij Bruna in 1955-1956 licenties verstrekt aan uitgeverij Heideland (Hasselt) ten behoeve van de Vlaamse lezersmarkt. Het betrof de titels De vriendin van mevrouw Maigret (1955) en Maigret op kamers (1956). Toen duidelijk was dat de Zwarte Beertjes in Nederland een doorslaand succes waren, besloot Bruna de pocketreeks ook in Vlaanderen te gaan distribueren en werd de samenwerking met Heideland verbroken.
Het duizendste nummer in de Zwarte Beertjes-reeks was een zogenaamde keerdruk waarin Simenons meest recente Maigret-roman (Maigret et l'affaire Nahour, in vertaling Maigret en de zaak Nahour) gecombineerd werd met de laatste misdaadroman die Simenon in 1929 geschreven had onder het pseudoniem Georges Sim (Le château des sables rouges, in vertaling Het kasteel van Roodezand). Deze speciale uitgave werd op 1 september 1966 in aanwezigheid van Simenon en tal van andere genodigden ten doop gehouden in het Amstel Hotel. Het is beslist geen toeval dat Maigret en de zaak Nahour een Nederlands tintje heeft. Hoofdverdachte van de moord die Maigret in deze roman onderzoekt is een Amsterdams fotomodel die het tot Miss Europa heeft weten te schoppen. Toen Simenon de roman schreef (2-8 februari 1966) waren de data al vastgelegd van de boekpresentatie in Amsterdam en de daarop volgende bootreis naar Delfzijl voor de onthulling van het Maigret-standbeeld.
| jaartal | oorspronkelijke titel                | Nederlandse titel (Zwarte Beertjes)                                                 | #           | vertaler(s)                                                                         | jaartal     |
| ------- | ------------------------------------ | ----------------------------------------------------------------------------------- | ----------- | ----------------------------------------------------------------------------------- | ----------- |
| 1931    | Pietr-le-Letton                      | Maigret en de onbekende wreker                                                      | 0740        | Nellie Woltera Markies-Broese van Groenou                                           | 1964        |
| 1931    | Le charretier de la Providence       | Maigret en het lijk bij de sluis                                                    | 0345        | Halbo Christiaan Kool                                                               | 1961        |
| 1931    | M. Gallet décédé                     | Maigret in Sancerre                                                                 | 1267        | Karel Hendrik Romijn                                                                | 1969        |
| 1931    | Le pendu de Saint-Pholien            | Maigret en het lijk aan de kerkdeur                                                 | 1154        | Karel Hendrik Romijn                                                                | 1969        |
| 1931    | La tête d'un homme                   | Maigret en de ter dood veroordeelde                                                 | 1201        | Pierre Hubert Dubois                                                                | 1968        |
| 1931    | Le chien jaune                       | Maigret en de gele hond                                                             | 0943        | Halbo Christiaan Kool                                                               | 1966        |
| 1931    | La nuit du carrefour                 | Maigret en het huis van de drie weduwen                                             | 1221        | Karel Hendrik Romijn                                                                | 1968        |
| 1931    | Un crime en Hollande                 | Maigret in Holland                                                                  | 0539        | Titia Jansje Poort-Kool                                                             | 1962        |
| 1931    | Au rendez-vous des Terre-Neuvas      | Maigret en de kabeljauwvissers                                                      | 1116        | Françoise Hermans                                                                   | 1967        |
| 1931    | La danseuse du Gai-Moulin            | Maigret en het danseresje                                                           | 1043        | Dolf Verroen                                                                        | 1967        |
| 1932    | La guinguette à deux sous            | Maigret en de tweestuiversherberg                                                   | 0847        | Alfred Joseph de Swarte                                                             | 1965        |
| 1932    | L'ombre chinoise                     | Maigret en de Chinese schim                                                         | 0848        | Alfred Joseph de Swarte                                                             | 1965        |
| 1932    | L'affaire Saint-Fiacre               | Maigret en de zaak Saint-Fiacre                                                     | 1068        | J.A. de Witte                                                                       | 1967        |
| 1932    | Chez les Flamands                    | Maigret en de familie Peeters                                                       | 0975        | Karel Hendrik Romijn                                                                | 1966        |
| 1932    | Le port des brumes                   | Maigret in de mist                                                                  | 0874        | Josine Gethmann-Sterkenburg                                                         | 1965        |
| 1932    | Le fou de Bergerac                   | Maigret en de dorpsgek                                                              | 1117        | Gerrit Jan van Wagensveld                                                           | 1967        |
| 1932    | Liberty Bar                          | Maigret aan de Rivièra                                                              | 0173        | Margot Bakker (pseud. van Geerdina Aaltje (Puck) Kuiper)                            | 1958        |
| 1933    | L'écluse nº 1                        | Maigret en Het Gulden Vlies                                                         | 0976        | Françoise Hermans                                                                   | 1966        |
| 1934    | Maigret                              | Maigret                                                                             | 0119        | Halbo Christiaan Kool                                                               | 1958        |
| 1936    | L'affaire du boulevard Beaumarchais  | De vergiftigingszaak op de boulevard Beaumarchais, in Maigret en meneer Maandag     | 1354        | Karel Hendrik Romijn                                                                | 1970        |
| 1936    | La péniche aux deux pendus           | Twee lijken aan boord van een trekschuit, in Maigret en meneer Maandag              | 1354        | G.A. Prinsen (pseud. van Guido Enkelaar)                                            | 1970        |
| 1936    | La fenêtre ouverte                   | Het open raam, in Maigret en meneer Maandag                                         | 1354        | G.A. Prinsen (pseud. van Guido Enkelaar)                                            | 1970        |
| 1936    | Peine de mort                        | De reddende moord, in Maigret en meneer Maandag                                     | 1354        | Karel Hendrik Romijn                                                                | 1970        |
| 1936    | Les larmes de bougie                 | De druppels kaarsvet, in Maigret en meneer Maandag                                  | 1354        | G.A. Prinsen (pseud. van Guido Enkelaar)                                            | 1970        |
| 1936    | Rue Pigalle                          | Rue Pigalle, in Maigret en meneer Maandag                                           | 1354        | G.A. Prinsen (pseud. van Guido Enkelaar)                                            | 1970        |
| 1936    | Monsieur Lundi                       | Maigret en meneer Maandag, in Maigret en meneer Maandag                             | 1354        | G.A. Prinsen (pseud. van Guido Enkelaar)                                            | 1970        |
| 1937    | Une erreur de Maigret                | Een vergissing van Maigret, in Maigret en meneer Maandag                            | 1354        | G.A. Prinsen (pseud. van Guido Enkelaar)                                            | 1970        |
| 1938    | Mademoiselle Berthe et son amant     | Berthe en haar vriend, in De stille aanbidder van mevrouw Maigret                   | 1355        | G.A. Prinsen (pseud. van Guido Enkelaar)                                            | 1971        |
| 1938    | Tempête sur la Manche                | Storm over het Kanaal, in De stille aanbidder van mevrouw Maigret                   | 1355        | G.A. Prinsen (pseud. van Guido Enkelaar)                                            | 1971        |
| 1938    | Le notaire du Châteauneuf            | De notaris van Châteauneuf, in De stille aanbidder van mevrouw Maigret              | 1355        | G.A. Prinsen (pseud. van Guido Enkelaar)                                            | 1971        |
| 1938    | L'improbable Monsieur Owen           | niet vertaald                                                                       |             |                                                                                     |             |
| 1938    | Ceux du Grand café                   | niet vertaald                                                                       |             |                                                                                     |             |
| 1938    | L'Étoile du Nord                     | Hotel Etoile du Nord, in Maigret in Het Hellegat                                    | 1383        | Gerard C. Eijkman                                                                   | 1970        |
| 1938    | L'auberge aux noyés                  | Maigret in Het Hellegat, in Maigret in Het Hellegat                                 | 1383        | Gerard C. Eijkman                                                                   | 1970        |
| 1938    | Stan le tueur                        | Stan de killer, in Maigret in Het Hellegat                                          | 1383        | Gerard C. Eijkman                                                                   | 1970        |
| 1939    | La vieille dame de Bayeux            | De oude dame uit Bayeux, in Maigret in Het Hellegat                                 | 1383        | Gerard C. Eijkman                                                                   | 1970        |
| 1939    | L'amoureux de Madame Maigret         | De stille aanbidder van mevrouw Maigret, in De stille aanbidder van mevrouw Maigret | 1355        | G.A. Prinsen (pseud. van Guido Enkelaar)                                            | 1971        |
| 1939    | L'homme dans la rue                  | Maigret schaamt zich, in Maigret en de varkentjes zonder staart                     | 0739        | Karel Hendrik Romijn                                                                | 1964        |
| 1939    | Vente à la bougie                    | Openbare verkoping, in Maigret en de varkentjes zonder staart                       | 0739        | Karel Hendrik Romijn                                                                | 1964        |
| 1940    | Les caves du Majestic                | Maigret en het lijk in de kast                                                      | 1067        | Halbo Christiaan Kool                                                               | 1967        |
| 1941    | Cécile est morte                     | Maigret en de moord op de Quai des Orfèvres                                         | 0346        | Halbo Christiaan Kool                                                               | 1961        |
| 1941    | La maison du juge                    | Maigret en het huis van de rechter                                                  | 0464        | Halbo Christiaan Kool                                                               | 1961        |
| 1942    | Signé Picpus                         | Maigret en het geval Picpus                                                         | 1136        | Bep Karsten-van Rossem                                                              | 1968        |
| 1942    | Menaces de mort                      | niet vertaald                                                                       |             |                                                                                     |             |
| 1942    | Félicie est là                       | Maigret en Félicie                                                                  | 1293        | Karel Hendrik Romijn                                                                | 1969        |
| 1943    | L'inspecteur Cadavre                 | Maigret als ongewenste gast                                                         | 1137        | Karel Hendrik Romijn                                                                | 1968        |
| 1944    | Jeumont, 51 minutes d'arrêt          | Het raadsel van de trein in de nacht, in Maigret en meneer Maandag                  | 1354        | G.A. Prinsen (pseud. van Guido Enkelaar)                                            | 1970        |
| 1947    | La pipe de Maigret                   | De pijp van Maigret, in De pijp van Maigret                                         | 0793        | Joost de Klerk                                                                      | 1964        |
| 1947    | Maigret se fâche                     | Maigret wordt kwaad, in De pijp van Maigret                                         | 0793        | Salvador Hertog                                                                     | 1964        |
| 1947    | Maigret à New-York                   | Maigret in New York                                                                 | 0485        | Hendrik Magdalenus (Dick) Bruna                                                     | 1965        |
| 1947    | Le témoignage de l'enfant de chœur   | Maigret en de misdienaar, in Maigret en inspecteur Nurks                            | 1118        | Gerrit Jan van Wagensveld                                                           | 1967        |
| 1947    | Le client le plus obstiné du monde   | Maigret en de koppige cafébezoeker, in Maigret en inspecteur Nurks                  | 1118        | Gerrit Jan van Wagensveld                                                           | 1967        |
| 1947    | Maigret et l'inspecteur malgracieux  | Maigret en inspecteur Nurks, in Maigret en inspecteur Nurks                         | 1118        | Gerrit Jan van Wagensveld                                                           | 1967        |
| 1947    | On ne tue pas les pauvres types      | Maigret en de arme drommel, in Maigret en inspecteur Nurks                          | 1118        | Gerrit Jan van Wagensveld                                                           | 1967        |
| 1948    | Maigret et son mort                  | Maigret en zijn dode                                                                | 0646        | Jan Frits Kliphuis                                                                  | 1963        |
| 1948    | Les vacances de Maigret              | Maigret met vakantie                                                                | 0579        | Hendrik Magdalenus (Dick) Bruna                                                     | 1962        |
| 1949    | La première enquête de Maigret       | Het eerste onderzoek van Maigret                                                    | 0580        | Hendrik Magdalenus (Dick) Bruna                                                     | 1962        |
| 1949    | Mon ami Maigret                      | Mijn vriend Maigret                                                                 | 0509        | Jack Kröner                                                                         | 1962        |
| 1949    | Maigret chez le coroner              | Maigret in het wilde westen                                                         | 0062        | Veronica Hillegonda (Vera) Uurbanus-Harbrink Numan                                  | 1956        |
| 1950    | Maigret et la vieille dame           | Maigret en de weduwe Besson                                                         | 0541        | Jan Frits Kliphuis                                                                  | 1962        |
| 1950    | L'amie de Madame Maigret             | De vriendin van mevrouw Maigret                                                     | 0540        | Johannes Cornelis (Jan) Arends                                                      | 1962        |
| 1951    | Les mémoires de Maigret              | De memoires van Maigret                                                             | 0064        | Halbo Christiaan Kool                                                               | 1956        |
| 1951    | Un noël de Maigret                   | Maigret viert Kerstmis, in Maigret viert Kerstmis                                   | 0713        | Karel Hendrik Romijn                                                                | 1963        |
| 1951    | Maigret au "Picratt's"               | Maigret op Montmartre                                                               | 0011 / 2560 | Karel Hendrik Romijn                                                                | 1955 / 1994 |
| 1951    | Maigret en meublé                    | Maigret op kamers                                                                   | 0042        | Margot Bakker (pseud. van Geerdina Aaltje (Puck) Kuiper)                            | 1956        |
| 1951    | Maigret et la grande perche          | Maigret en de lange lijs                                                            | 0794        | Herman Schratenbach (pseud. van Diederic Jacob Herman Nicolaas den Beer Poortugael) | 1964        |
| 1952    | Maigret, Lognon et les gangsters     | Maigret en de gangsters                                                             | 0081        | Halbo Christiaan Kool                                                               | 1957        |
| 1952    | Le revolver de Maigret               | Het pistool van Maigret                                                             | 0465        | Alida Tallina Romijn-Klijnsma                                                       | 1961        |
| 1953    | Maigret et l'homme du banc           | Maigret en de gele schoenen                                                         | 0063        | Halbo Christiaan Kool                                                               | 1956        |
| 1953    | Maigret a peur                       | Maigret in het wespennest                                                           | 0084        | Halbo Christiaan Kool                                                               | 1957        |
| 1953    | Maigret se trompe                    | Maigret en de hooggeleerde pantoffels / De vergissing van Maigret                   | 0099        | Halbo Christiaan Kool                                                               | 1958 / 1966 |
| 1953    | Maigret à l'école                    | Maigret en de geschaduwde schoolmeester                                             | 0038        | Herman Schratenbach (pseud. van Diederic Jacob Herman Nicolaas den Beer Poortugael) | 1958        |
| 1954    | Maigret et la jeune morte            | Maigret en de blauwe avondjapon                                                     | 0280        | Halbo Christiaan Kool                                                               | 1960        |
| 1954    | Maigret chez le ministre             | Maigret en de minister                                                              | 0039        | Herman Schratenbach (pseud. van Diederic Jacob Herman Nicolaas den Beer Poortugael) | 1956        |
| 1955    | Maigret et le corps sans tête        | Maigret en het lijk zonder hoofd                                                    | 0238        | Halbo Christiaan Kool                                                               | 1959        |
| 1955    | Maigret tend un piège                | Maigret en de maniak van Montmartre                                                 | 0118        | Halbo Christiaan Kool                                                               | 1958        |
| 1956    | Un échec de Maigret                  | Maigret schiet tekort                                                               | 0279        | Halbo Christiaan Kool                                                               | 1960        |
| 1957    | Maigret s'amuse                      | Maigret incognito                                                                   | 0117        | Halbo Christiaan Kool                                                               | 1958        |
| 1958    | Maigret voyage                       | Maigret op reis                                                                     | 0143        | Karel Hendrik Romijn                                                                | 1958        |
| 1958    | Les scrupules de Maigret             | Maigret en de gifmengster                                                           | 0237        | Karel Hendrik Romijn                                                                | 1959        |
| 1959    | Maigret et les témoins récalcitrants | Maigret en de miljoenenerfenis                                                      | 0251        | Karel Hendrik Romijn                                                                | 1959        |
| 1959    | Une confidence de Maigret            | Maigret en het drama in de rue Lopert                                               | 0298        | Karel Hendrik Romijn                                                                | 1960        |
| 1960    | Maigret aux Assises                  | Getuige Maigret                                                                     | 0403        | Karel Hendrik Romijn                                                                | 1961        |
| 1960    | Maigret et les vieillards            | Maigret in de wereld van gisteren                                                   | 0411        | Karel Hendrik Romijn                                                                | 1961        |
| 1961    | Maigret et le voleur paresseux       | Maigret en de luie inbreker                                                         | 0518        | Karel Hendrik Romijn                                                                | 1962        |
| 1962    | Maigret et les braves gens           | Maigret en de keurige mensen                                                        | 0616        | Karel Hendrik Romijn                                                                | 1963        |
| 1962    | Maigret et le client du samedi       | Maigret en de bezoeker van zaterdag                                                 | 0679        | Karel Hendrik Romijn                                                                | 1963        |
| 1963    | Maigret et le clochard               | Maigret en de clochard                                                              | 0762        | Karel Hendrik Romijn                                                                | 1964        |
| 1963    | La colère de Maigret                 | De woede van Maigret                                                                | 0741        | Karel Hendrik Romijn                                                                | 1964        |
| 1964    | Maigret et le fantôme                | Maigret en het spook                                                                | 0813        | Karel Hendrik Romijn                                                                | 1965        |
| 1964    | Maigret se défend                    | Maigret in de verdediging                                                           | 0875        | Karel Hendrik Romijn                                                                | 1965        |
| 1965    | La patience de Maigret               | Het geduld van Maigret                                                              | 0944        | Karel Hendrik Romijn                                                                | 1966        |
| 1967    | Maigret et l'affaire Nahour          | Maigret en de zaak Nahour                                                           | 1000        | Karel Hendrik Romijn                                                                | 1966        |
| 1967    | Le voleur de Maigret                 | Maigret en de zakkenroller                                                          | 1245        | Karel Hendrik Romijn                                                                | 1968        |
| 1968    | Maigret à Vichy                      | Maigret in Vichy                                                                    | 1153        | Karel Hendrik Romijn                                                                | 1968        |
| 1968    | Maigret hésite                       | Maigret aarzelt                                                                     | 1200        | Karel Hendrik Romijn                                                                | 1968        |
| 1968    | L'ami d'enfance de Maigret           | De klasgenoot van Maigret                                                           | 1244        | Karel Hendrik Romijn                                                                | 1969        |
| 1969    | Maigret et le tueur                  | Maigret en de killer                                                                | 1317        | Karel Hendrik Romijn                                                                | 1969        |
| 1970    | Maigret et le marchand de vin        | Maigret en de wijnhandelaar                                                         | 1353        | Karel Hendrik Romijn                                                                | 1970        |
| 1970    | La folle de Maiget                   | Maigret komt te laat                                                                | 1413        | Karel Hendrik Romijn                                                                | 1971        |
| 1971    | Maigret et l'homme tout seul         | Maigret en het lijk in het sloophuis                                                | 1460        | Karel Hendrik Romijn                                                                | 1971        |
| 1971    | Maigret et l'indicateur              | Maigret en de stille verklikker                                                     | 1469        | Karel Hendrik Romijn                                                                | 1972        |
| 1972    | Maigret et Monsieur Charles          | Maigret en meneer Charles                                                           | 1539        | Karel Hendrik Romijn                                                                | 1972        |

De meeste Maigret-titels zijn een of meerdere malen in de Zwarte Beertjes-reeks herdrukt, waarbij Dick Bruna soms een nieuw omslag ontwierp of kleine wijzigingen aanbracht in het bestaande omslag. Van 1974 t/m 1981 werd voor de herdrukken een nieuw omslagstramien gebruikt, bestaande uit een kader waarop een schilderij of fotografische voorstelling doorsneden wordt door de zwarte pijp van Maigret. Het dwingende kader en stramien kon Dick Bruna niet erg inspireren met als gevolg dat deze omslagen veel minder geslaagd zijn dan de eerdere omslagen.

## Maigret in Pandora-pocketreeks (2003-2004)
In opdracht van uitgeverij Atlas (onderdeel van Veen Bosch & Keuning Uitgeversgroep) werden in 2003-2004 een aantal titels uit de Maigret-reeks opnieuw vertaald. Deze nieuwe vertalingen werden uitgegeven als Pandora-pockets. De omslagen werden ontworpen door Jeroen van den Boom.
| jaartal | oorspronkelijke titel          | Nederlandse titel (Pandora)                 | vertaler(s)                     | jaartal |
| ------- | ------------------------------ | ------------------------------------------- | ------------------------------- | ------- |
| 1931    | Le charretier de la Providence | Het lijk bij de sluis                       | Anneke van der Straaten         | 2003    |
| 1931    | Un crime en Hollande           | Maigret in Holland                          | Anneke van der Straaten         | 2003    |
| 1934    | Maigret                        | Maigret                                     | Sabine Horsting                 | 2004    |
| 1938    | L'Étoile du Nord               | Maigret en Hotel Étoile du Nord             | Hans van Riemsdijk              | 2003    |
| 1941    | Cécile est morte               | Maigret en de moord op de Quai des Orfèvres | Ellie Lomans                    | 2003    |
| 1948    | Maigret et son mort            | Maigret en zijn dode                        | Marijke Koekoek                 | 2003    |
| 1949    | La première enquête de Maigret | Het eerste onderzoek van Maigret            | Harrie Nelissen                 | 2004    |
| 1951    | Maigret en meublé              | Maigret op kamers                           | Pia Fruytier                    | 2003    |
| 1951    | Maigret et la grande perche    | Maigret en de lange lijs                    | Anneke van der Straaten         | 2004    |
| 1953    | Maigret se trompe              | De vergissing van Maigret                   | Matthieu Kockelkoren            | 2004    |
| 1954    | Maigret chez le ministre       | Maigret en de minister                      | Hans van Riemsdijk              | 2003    |
| 1955    | Maigret et le corps sans tête  | Maigret en het lijk zonder hoofd            | Matthieu Kockelkoren            | 2003    |
| 1957    | Maigret s'amuse                | Maigret incognito                           | Henja Schneider & Eveline Renes | 2003    |
| 1958    | Maigret voyage                 | Maigret op reis                             | Eveline Renes                   | 2004    |
| 1960    | Maigret aux Assises            | Getuige Maigret                             | Sabine Horsting                 | 2003    |
| 1964    | Maigret et le fantôme          | Maigret en het spook                        | Harrie Nelissen                 | 2003    |
| 1968    | Maigret hésite                 | Maigret aarzelt                             | W. Scheltens                    | 2004    |

## Maigret bij uitgeverij De Bezige Bij (2014-2016)
Uitgeverij De Bezige Bij gunde tussen 2014 en 2016 een tiental titels uit de Maigret-reeks een herdruk. Opvallend is dat zeven van deze tien titels vroege Maigrets betrof uit de periode 1931-1932. Drie van de tien titels waren heruitgaven van vertalingen uit de Pandora-pocketreeks. De overige zeven titels waren nieuwe vertalingen. Op het omslag van Maigret zet een val (2016) prijkt een afbeelding van acteur Rowan Atkinson, die juist daarvoor Maigret vertolkt had in een televisieverfilming van dit boek.
| jaartal | oorspronkelijke titel          | Nederlandse titel (De Bezige Bij) | vertaler(s)                                | jaartal |
| ------- | ------------------------------ | --------------------------------- | ------------------------------------------ | ------- |
| 1931    | Le charretier de la Providence | Het lijk bij de sluis             | Anneke van der Straaten                    | 2015    |
| 1931    | Le pendu de Saint-Pholien      | De gehangene van Saint-Pholien    | Martin de Haan                             | 2016    |
| 1931    | La tête d'un homme             | De kop van een man                | Kris Lauwerys & Isabelle Schoepen          | 2016    |
| 1931    | Le chien jaune                 | De gele hond                      | Rheintje Ghoos & Jan Pieter van der Sterre | 2015    |
| 1931    | Un crime en Hollande           | Een misdaad in Holland            | Anneke van der Straaten                    | 2014    |
| 1931    | La danseuse du Gai-Moulin      | De danseres van Le Gai-Moulin     | Jan Pieter van der Sterre                  | 2014    |
| 1932    | L'affaire Saint-Fiacre         | De zaak Saint-Fiacre              | Kris Lauwerys                              | 2015    |
| 1948    | Maigret et son mort            | Maigret en zijn dode              | Marijke Scholts                            | 2015    |
| 1954    | Maigret et la jeune morte      | Maigret en het dode meisje        | Rokus Hofstede                             | 2016    |
| 1955    | Maigret tend un piège          | Maigret zet een val               | Anneke van der Straaten                    | 2016    |

## Maigret-verzamelbundels

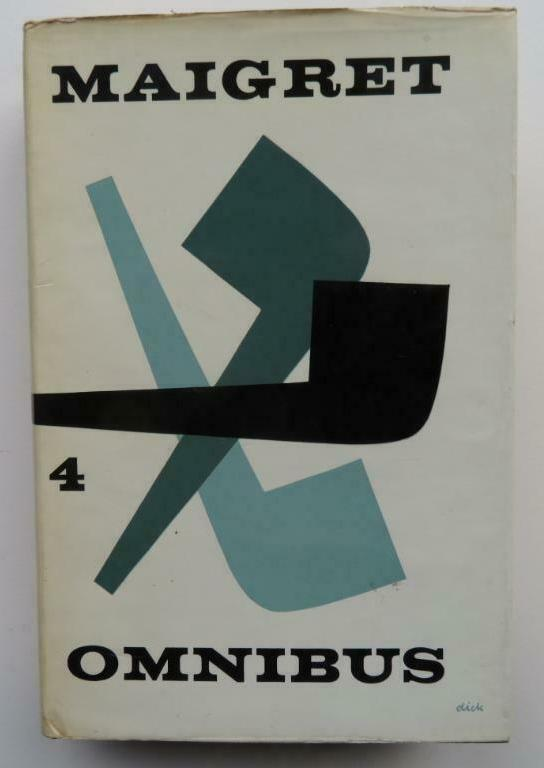
Ook voor de Maigret-omnibussen ontwierp Dick Bruna het omslag.

Romans en verhalen waarin Maigret optreedt zijn door uitgeverij Bruna ook in verzamelbundels en omnibussen uitgegeven onder de reekstitels Maigret-omnibus (4 delen, 1964-1967) en Maigret compleet (27 delen, 1968-1978). In eerstgenoemde reeks bracht uitgeverij Bruna een aantal Maigret-romans en verhalen bijeen die - op een enkele uitzondering na - nog niet eerder in Nederlandse vertaling waren verschenen en die pas enkele jaren later als afzonderlijke uitgave in de Zwarte Beertjes-reeks zouden worden gepubliceerd. Vreemd genoeg bevatten de eerste drie delen van de reeks Maigret-omnibus ook een aantal verhalen waarin Maigret geen enkele rol speelt. Dit betreft in totaal 13 verhalen die afkomstig zijn uit Simenons bundel La rue aux trois poussins. Mogelijk is de vertaling van deze bundel bij uitgeverij Bruna op de plank blijven liggen en is vervolgens besloten de verhalen te gebruiken als opvulling van de Maigret-omnibussen. De reeks Maigret compleet bevat alle in het Nederlands vertaalde Maigret-titels en heeft als groot pluspunt dat de romans min of meer in volgorde van ontstaan zijn bijeengebracht, al loopt die volgorde bepaald niet congruent met Maigrets levensloop. Van enkele romans werd de titel gewijzigd. De groene kunstlederen boekbanden van deze reeks zijn voorzien van een afbeelding in goudfoliepreegduk van het Maigret-standbeeld te Delfzijl. Voorintekenaars op de reeks kregen van de uitgeverij een keramische miniatuurversie (16,5 cm hoog) van dit standbeeld ten geschenke.
| Maigret-omnibus # | inhoud (alleen Maigret-titels) | opmerkingen |
| ----------------- | --- | --- |
| 1 (1964)          | Maigret en Het Gulden Vlies; Maigret en de zaak Saint-Fiacre; Maigret en het lijk in de kast                                                                                                  | later verschenen als Zwarte Beertjes 976, 1068, en 1067                                                                        |
| 2 (1965)          | Maigret en de kabeljauwvissers; Maigret en inspecteur Nurks (4 verhalen); Maigret en de dorpsgek                                                                                              | later verschenen als Zwarte Beertjes 1116, 1118 en 1117                                                                        |
| 3 (1966)          | Maigret en de ter dood veroordeelde; Maigret en het lijk aan de kerkdeur; Maigret en het huis van de drie weduwen                                                                             | later verschenen als Zwarte Beertjes 1201, 1154 en 1221                                                                        |
| 4 (1967)          | Maigret in Sancerre; Maigret en Félicie; Maigret en de zakkenroller; De vergiftigingszaak op de boulevard Beaumarchais (verhaal); De reddende moord (verhaal); Herberg Het Hellegat (verhaal) | later verschenen als Zwarte Beertjes 1267, 1293 en 1245, respectievelijk als onderdeel van Zwartje Beertjes 1354, 1354 en 1383 |

| Maigret compleet # | inhoud | opmerkingen                                                                               |
| ------------------ | --- | ----------------------------------------------------------------------------------------- |
| 1 (1968)           | Maigret en Pietr de Let; Maigret in Sancerre; Maigret en het lijk aan de kerkdeur                               | eerder verschenen als Zwarte Beertjes 740 (gewijzigde titel), 1267 en 1154                |
| 2 (1969)           | Maigret en het lijk bij de sluis; Maigret en de gele hond; Maigret en de ter dood veroordeelde                  | eerder verschenen als Zwarte Beertjes 345, 943 en 1201                                    |
| 3 (1973)           | Maigret en het huis van de drie weduwen; Maigret in Holland; Maigret en de kabeljauwvissers                     | eerder verschenen als Zwarte Beertjes 1221, 539 en 1116                                   |
| 4 (1974)           | Maigret en het danseresje; Maigret en de tweestuiversherberg; Maigret in de mist                                | eerder verschenen als Zwarte Beertjes 1043, 847 en 874                                    |
| 5 (1974)           | Maigret en de Chinese schim; Maigret en de zaak Saint-Fiacre; Maigret en de familie Peeters                     | eerder verschenen als Zwarte Beertjes 848, 1068 en 975                                    |
| 6 (1975)           | Maigret en de krankzinnige van Bergerac; Maigret aan de Rivièra; Maigret en Het Gulden Vlies                    | eerder verschenen als Zwarte Beertjes 1117 (gewijzigde titel), 173 en 976                 |
| 7 (1977)           | Maigret en de moord op de Quai des Orfèvres; Maigret en het lijk in de kast; Maigret en het huis van de rechter | eerder verschenen als Zwarte Beertjes 346, 1067 en 464                                    |
| 8 (1976)           | Maigret en het geval Picpus; Maigret als ongewenste gast; Maigret en Félicie                                    | eerder verschenen als Zwarte Beertjes 1136, 1137 en 1293                                  |
| 9 (1977)           | De pijp van Maigret; Maigret maakt zich kwaad; Maigret in New York                                              | eerder verschenen als Zwarte Beertjes 793, 793 en 485                                     |
| 10 (1978)          | Maigret en inspecteur Nurks; Maigret en de varkentjes zonder staart; Maigret met vakantie                       | eerder verschenen als Zwarte Beertjes 1118, 739 en 579                                    |
| 11 (1978)          | Maigret en zijn dode; Het eerste onderzoek van Maigret; Mijn vriend Maigret                                     | eerder verschenen als Zwarte Beertjes 646, 580 en 509                                     |
| 12 (1978)          | Maigret in het wilde westen; Maigret en de weduwe Besson; De vriendin van mevrouw Maigret                       | eerder verschenen als Zwarte Beertjes 62, 541 en 540                                      |
| 13 (1978)          | Maigret viert kerstmis; De memoires van Maigret; Maigret op Montmartre                                          | eerder verschenen als Zwarte Beertjes 713, 64 en 11                                       |
| 14 (1978)          | Maigret op kamers; Maigret en de lange lijs; Maigret en de gangsters                                            | eerder verschenen als Zwarte Beertjes 42, 794 en 81                                       |
| 15 (1978)          | Het pistool van Maigret; Maigret en de gele schoenen; Maigret in het wespennest                                 | eerder verschenen als Zwarte Beertjes 465, 63 en 84                                       |
| 16 (1978)          | Maigret vergist zich; Maigret op school; Maigret en de blauwe avondjapon                                        | eerder verschenen als Zwarte Beertjes 99 (gewijzigde titel), 38 (gewijzigde titel) en 280 |
| 17 (1978)          | Maigret en de minister; Maigret en het lijk zonder hoofd; Maigret en de maniak van Montmartre                   | eerder verschenen als Zwarte Beertjes 39, 238 en 118                                      |
| 18 (1978)          | Maigret schiet tekort; Maigret incognito; Maigret op reis                                                       | eerder verschenen als Zwarte Beertjes 279, 117 en 143                                     |
| 19 (1974)          | Maigret en de gifmengster; Maigret en de miljoenenerfenis; Maigret en het drama in de rue Lopert                | eerder verschenen als Zwarte Beertjes 237, 251 en 298                                     |
| 20 (1973)          | Getuige Maigret; Maigret in de wereld van gisteren; Maigret en de luie inbreker                                 | eerder verschenen als Zwarte Beertjes 403, 411 en 518                                     |
| 21 (1974)          | Maigret en de keurige mensen; Maigret en de bezoeker van zaterdag; Maigret en de clochard                       | eerder verschenen als Zwarte Beertjes 616, 679 en 762                                     |
| 22 (1975)          | De woede van Maigret; Maigret en het spook; Maigret in de verdediging                                           | eerder verschenen als Zwarte Beertjes 741, 813 en 875                                     |
| 23 (1975)          | Het geduld van Maigret; Maigret en de zaak Nahour; Maigret en de zakkenroller                                   | eerder verschenen als Zwarte Beertjes 944, 1000 en 1245                                   |
| 24 (1976)          | Maigret in Vichy; Maigret aarzelt; De schoolvriend van Maigret                                                  | eerder verschenen als Zwarte Beertjes 1153, 1200 en 1244 (gewijzigde titel)               |
| 25 (1976)          | Maigret en de killer; Maigret en wijnhandelaar; Maigret komt te laat                                            | eerder verschenen als Zwarte Beertjes 1357, 1353 en 1413                                  |
| 26 (1976)          | Maigret en het lijk in het sloophuis; Maigret en de stille verklikker; Maigret en meneer Charles                | eerder verschenen als Zwarte Beertjes 1460, 1469 en 1539                                  |
| 27 (1978)          | Maigret en meneer Maandag; De stille aanbidder van mevrouw Maigret; Maigret in het Hellegat                     | eerder verschenen als Zwarte Beertjes 1354, 1355 en 1383                                  |

## Nederlandse Maigret-vertalers
Karel Hendrik Romijn (1910-1974) is de belangrijkste Nederlandse vertaler van Maigret geweest. Tussen 1958 en 1972 verschenen 33 Maigret-romans en 4 Maigret-verhalen in vertalingen van zijn hand in de Zwarte Beertjes-pocketreeks. Karel Romijn was de oudere broer van Jaap Romijn, directeur van uitgeverij Bruna. Overigens was ook de echtgenote van Jaap Romijn, Alida Tallina Klijnsma (1913-2012), verantwoordelijk voor de vertaling van één Maigret-roman. Een goede tweede Maigret-vertaler, naar productieomvang gemeten, was Halbo C. Kool. Vermeldenswaard is dat de allereerste Nederlandse Maigret-vertaling (Een misdaad in Holland) in 1932 werd verzorgd door Titia Jansje Poort-Kool (1891-1933). Zij was de echtgenote van de letterkundige Herman Poort en een achternicht van Halbo C. Kool. Hoewel Dick Bruna vooral zijn stempel op de Maigret-reeks heeft gedrukt als ontwerper van de omslagen van de Zwarte Beertjes-pockets, heeft hij ook een drietal Maigret-romans in het Nederlands vertaald. Dat gebeurde in de periode dat hij nog niet als vormgever werkzaam was voor het familiebedrijf en stage liep bij een Franse uitgeverij (1951-1952). 
Veel van de oorspronkelijke vertalingen doen inmiddels gedateerd aan. Woorden als "juffertje" (in plaats van jongedame of jonge vrouw), "publieke vrouw" en "meisje van de vlakte" (in plaats van hoer of prostitué) of "kasteleines" (in plaats van barvrouw) verraden dat veel vertalingen nog stammen uit het midden van de twintigste eeuw. Curieus zijn ook vertaalvondsten als "italiaanse paté's" (waar pastagerechten worden bedoeld) en "politiekliniek" (voor de afdeling forensisch medisch onderzoek of gerechtelijke geneeskunde). Anderzijds werden begrippen als "clochard" (zwerver), "bagno" (strafkolonie), "brigade mondaine" (zedenpolitie) en "maître d'hôtel" (hoofdkelner of hotelmanager) destijds onvertaalbaar geacht of opzettelijk onvertaald gelaten om een Franse sfeer op te roepen. In de sinds 2003 opnieuw vertaalde romans en verhalen zijn veel van dit soort zaken verholpen. Deze nieuwe vertalingen kunnen echter niet verhullen dat de romans zich afspelen in een tijd die behoorlijk ver van hedendaagse lezers afstaat. Verschillende door Maigret opgespoorde moordenaars eindigen bijvoorbeeld nog onder de guillotine, het Franse beulswerktuig dat pas werd afgeschaft in 1981 toen Simenon al 9 jaar gestopt was met het schrijven van Maigret-romans. Ook een verschijnsel als grafologie, dat door Maigrets collega Moers van de technische recherche nog hoogst serieus genomen wordt, toont dat de romans spelen in een ver verleden. Grafologie staat namelijk al sinds de jaren zestig te boek als pseudowetenschap. Een ander onbegrijpelijk verschijnsel voor hedendaagse lezers is dat telefoongesprekken in de vroege Maigret-romans en verhalen nog worden aangevraagd bij een telefooncentrale.

## Maigret-bioscoopfilms

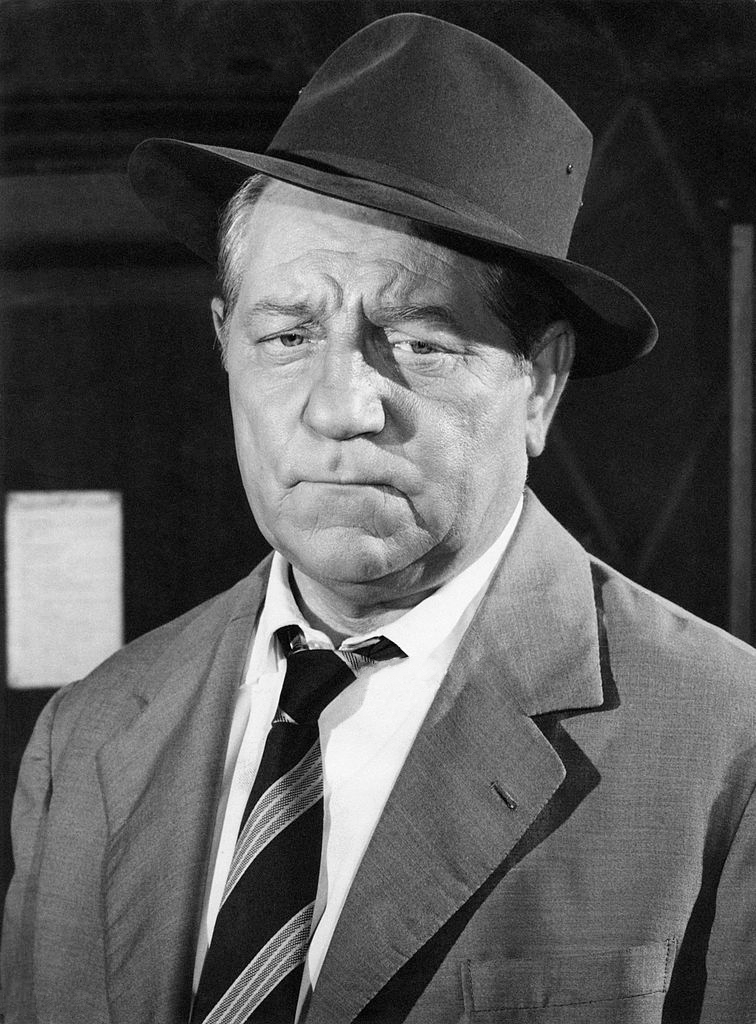
Jean Gabin als de commissaris in Maigret tend un piège (1958).

Franstalige regisseurs en producenten hebben al snel brood gezien in de verfilming van Maigrets moordzaken. Tussen 1932 en 1945 werden zes Maigret-romans verfilmd, waarbij achtereenvolgens Pierre Renoir, Abel Tarride, Harry Baur en Albert Préjean (driemaal) gestalte gaven aan de commissaris. Volgens Simenon was Renoir als Maigret een tikkeltje te slank en verkeerd gekleed, maar verder wel overtuigend als politiecommissaris. Tarride daarentegen maakte van Maigret een karikaturale zwaarlijvige sukkel, terwijl Baur veel te oud was voor de rol en Préjean te jong. De drie films waarin Préjean de hoofdrol vervulde werden overigens geproduceerd door Continental Films S.A., een maatschappij die min of meer werd aangestuurd door het Duitse propagandaministerie en met wier directeur Simenon zelf de onderhandelingen over de filmrechten had gevoerd. Na de bevrijding leverde deze samenwerking Simenon de nodige moeilijkheden op. De eerste niet-Franstalige acteur die in de huid van Maigret kroop was Charles Laughton in The Man of the Eiffel Tower (1949), een verfilming van La tête d'un homme. Ook van Laughtons acteerprestaties was Simenon niet erg onder de indruk. De Nederlandse filmcriticus L.J. Jordaan was evenmin gecharmeerd van Laughtons vertolking: "Met zijn cynisch-loerende blik [is hij] een wandelende tegenvoeter van het stoere, rechtuite origineel." Simenon was wel tevreden met het personage dat Jean Gabin tussen 1958 en 1963 in drie Maigret-verfilmingen neerzette. Niet alleen in Frankrijk maar ook in Nederland waren de Maigret-films met Gabin een groot succes. In zijn column in Het Parool prees Simon Carmiggelt Gabins vertolking: "Het is prachtig hem , in een nimbus van habtituele somberheid, te zien rondscharrelen, […] gekweld, ontgoocheld, droevig glimlachend en toch met de koppige volharding van een melancholieke realist, zwoegend aan zijn taak." Sommige Simenon- en Maigret-deskundigen menen dat Gabins vertolking in zekere mate ook Simenon beïnvloed heeft bij het aanscherpen van zijn romanpersonage. 
Na de jaren zestig werd Maigret vooral een geliefd televisiepersonage en was hij niet meer op het grote doek te zien. Daar kwam pas in februari 2022 verandering in met de lang uitgestelde première van een speelfilm waarin gelauwerd acteur Gérard Depardieu de rol van Maigret vervult. Dat de première van deze verfilming van Maigret et la jeune morte (1954) door Patrice Leconte bijna anderhalf jaar op zich liet wachten had zowel te maken met diverse controverses rondom Depardieu als met de Corona-pandemie die bioscoopbezoek in veel landen zo goed als onmogelijk maakte. Regisseur Leconte koos ervoor zijn film te situeren halverwege de jaren vijftig en ofschoon Depardieu eigenlijk wat te oud is voor de rol zet hij wat voorkomen en postuur betreft een geloofwaardige Maigret neer.  
| jaartal | titel van de film                   | regisseur         | hoofdrolspeler   | titel van oorspronkelijke boek of verhaal                                      | Nederlandse filmtitel                                                                 | Nederlandse première                    |
| ------- | ----------------------------------- | ----------------- | ---------------- | ------------------------------------------------------------------------------ | ------------------------------------------------------------------------------------- | --------------------------------------- |
| 1932    | La nuit du carrefour                | Jean Renoir       | Pierre Renoir    | La nuit du carrefour                                                           | La nuit du carrefour                                                                  | 15 oktober 1991 (Filmmuseum Amsterdam)  |
| 1932    | Le chien jaune                      | Abel Tarride      | Abel Tarride     | Le chien jaune                                                                 | Le chien jaune                                                                        | 14 augustus 1985 (Filmmuseum Amsterdam) |
| 1933    | La tête d'un homme                  | Julien Duvivier   | Harry Baur       | La tête d'un homme                                                             | Om een menschenleven                                                                  | 17 september 1934                       |
| 1943    | Picpus                              | Richard Pottier   | Albert Préjean   | Signé Picpus                                                                   | Er is een vrouw vermoord                                                              | 2 juni 1944                             |
| 1944    | Cécile est morte                    | Maurice Tourneur  | Albert Préjean   | Cécile est morte                                                               | geen roulement in Nederland (Vlaanderen: Cecile is dood)                              |                                         |
| 1945    | Les caves du Majestic               | Richard Pottier   | Albert Préjean   | Les caves du Majestic                                                          | geen roulement in Nederland                                                           |                                         |
| 1949    | The Man on the Eiffel Tower         | Burgess Meredith  | Charles Laughton | La tête d'un homme                                                             | De man op de Eiffeltoren                                                              | 27 mei 1950                             |
| 1952    | Brelan d'as [drieluik]              | Henri Verneuil    | Michel Simon     | Le témoignage d'un enfant de choeur                                            | geen roulement in Nederland                                                           |                                         |
| 1956    | Maigret dirige l'enquête [drieluik] | Stany Cordier     | Maurice Manson   | Cécile est morte; Maigret et la grande perche; On ne tue pas les pauvres types | geen roulement in Nederland (Vlaanderen: Bloedsporen in de nacht)                     |                                         |
| 1958    | Maigret tend un piège               | Jean Delannoy     | Jean Gabin       | Maigret tend un piège                                                          | Maigret zet een val                                                                   | 9 mei 1958                              |
| 1959    | Maigret et l'affaire Saint-Fiacre   | Jean Delannoy     | Jean Gabin       | L'affaire Saint-Fiacre                                                         | Maigret en het raadsel van Saint-Fiacre (Vlaanderen: Maigret en de zaak Saint-Fiacre) | 1 april 1960                            |
| 1963    | Maigret voit rouge                  | Gilles Grangier   | Jean Gabin       | Maigret, Lognon et les gangsters                                               | Maigret maakt zich kwaad (Vlaanderen: Maigret barst van woede)                        | 16 januari 1964                         |
| 1966    | Maigret und sein grösster Fall      | Alfred Weidenmann | Heinz Rühmann    | La danseuse du Gai-Moulin                                                      | Maigret en het Van Gogh-mysterie                                                      | 29 september 1967                       |
| 1966    | Maigret a Pigalle                   | Mario Landi       | Gino Cervi       | Maigret au Picratt's                                                           | Maigret op Pigalle                                                                    | 25 april 1968                           |
| 2022    | Maigret                             | Patrice Leconte   | Gérard Depardieu | Maigret et la jeune morte                                                      | Maigret                                                                               | 23 februari 2022 (Vlaanderen)           |

## Maigret-televisieseries

### Verenigd Koninkrijk

Rupert Davies als Maigret (1962).

Van 1960 tot en met 1963 werd in het Verenigd Koninkrijk een televisieserie gemaakt met Rupert Davies in de hoofdrol. De door de BBC geproduceerde en uitgezonden serie behoorde destijds tot de best bekeken programma's in het Verenigd Koninkrijk. Wat sterk bijdroeg aan het succes van de serie waren de buitenopnamen gemaakt in Parijs. In deze opnamen kwamen niet alleen de bekende toeristische trekpleisters aan bod maar werden ook beelden getoond van het gewone Parijse straatleven. Journalist Wim Hijmans van het Algemeen Dagblad woonde in december 1961 de studio-opnamen bij van de aflevering A Crime for Christmas en betreurde het dat zulke televisiedrama's in Nederland niet werden gemaakt. J.J. Peereboom van Het Parool prees de acteerprestaties van Davies en had bewondering voor zijn spaarzame mimiek en onverstoorbare allure: "Hij ziet er niet onvermijdelijk als een Fransman uit [maar] als Engelse Fransman is hij ideaal". Aan de serie van 52 afleveringen ging een zogenaamde pilotaflevering (proefaflevering) vooraf waarin Basil Sydney (1894-1968) de rol van Maigret vervulde. Deze (thans verloren) pilotaflevering was een verfilming van Maigret et la jeune morte onder de titel Maigret and the Lost Life en werd door de BBC uitgezonden op 12 april 1959. Vier jaar later werd dit Maigret-avontuur nogmaals door de BBC verfilmd, maar nu met Rupert Davies als de commissaris. Voor een van de 52 afleveringen kozen de producenten een Simenon-verhaal waarin Maigret niet voorkomt. Dit verhaal getiteld Sept petits croix dans un carnet werd omgewerkt tot een Maigret-avontuur getiteld Seven Little Crosses, dat werd uitgezonden op 3 december 1962. 
Rupert Davies keerde in 1969 nog eenmaal terug als Maigret in een anderhalf uur durende televisieverfilming van Maigret se défend onder de titel Maigret at Bay. Deze verfilming werd uitgezonden in de BBC-reeks Play of the Month op 9 februari 1969 en wordt daarom strikt genomen niet tot de serie gerekend.
De serie met Rupert Davies werd van januari 1965 tot januari 1966 in de Bondsrepubliek Duitsland uitgezonden door omroep ZDF en kon via de antenne ook in sommige Nederlandse grensregio's worden ontvangen. Met name in Limburg stemde menige televisiekijker af op de in het Duits nagesynchroniseerde Kommissar Maigret. Van de in totaal 52 afleveringen zijn er naderhand 45 uit de ZDF-archieven opgedolven, gerestaureerd en uitgebracht op dvd. Als bonusmateriaal is een 46e aflevering toegevoegd waarvan een VHS-opname bewaard is gebleven. Tot teleurstelling van veel Britse Maigret-liefhebbers bleken deze dvd's alleen voorzien van de Duitse nasynchronisatie en niet van enige ondertiteling. Gelukkig werd enkele jaren later ook in het Verenigd Koninkrijk werk gemaakt van het restaureren en digitaliseren van de originele afleveringen uit de BBC-archieven. In oktober 2021 verscheen een box met 14 dvd's waarop alle 52 afleveringen van de serie staan. Als bonusmateriaal is de televisiefilm Maigret at Bay toegevoegd, wat deze uitgave bijzonder compleet maakt.
| #  | titel van aflevering    | uitzenddatum in UK (BBC) | titel van oorspronkelijke boek of verhaal | titel en # van Duitse aflevering       | uitzenddatum in BRD (ZDF) |
| -- | ----------------------- | ------------------------ | ----------------------------------------- | -------------------------------------- | ------------------------- |
| 1  | Murder in Montmartre    | 31 oktober 1960          | Maigret au "Picratt's"                    | Maigret und die Tänzerin Arlette (#1)  | 2 januari 1965            |
| 2  | Unscheduled Departure   | 7 november 1960          | Les scrupules de Maigret                  | Maigret hat Skrupel (#3)               | 16 januari 1965           |
| 3  | The Burglar's Wife      | 14 november 1960         | Maigret et la grande perche               | Maigret und die Bohnenstange (#7)      | 13 februari 1965          |
| 4  | The Revolver            | 21 november 1960         | Le revolver de Maigret                    | Maigret und sein Revolver (#6)         | 6 februari 1965           |
| 5  | The Old Lady            | 28 november 1960         | Maigret et la vieille dame                | Maigret und die alte Dame (#9)         | 27 februari 1965          |
| 6  | Liberty Bar             | 5 december 1960          | Liberty Bar                               | Maigret in der Liberty Bar (#5)        | 30 januari 1965           |
| 7  | A Man of Quality        | 12 december 1960         | M. Gallet, décédé                         | Maigret und der tote Herr Gallet (#10) | 6 maart 1965              |
| 8  | My Friend the Inspector | 19 december 1960         | Mon ami Maigret                           | Mein Freund Maigret (#17)              | 24 april 1965             |
| 9  | The Mistake             | 26 december 1960         | Maigret se trompe                         | Hier irrt Maigret (#14)                | 3 april 1965              |
| 10 | On Holiday              | 2 januari 1961           | Les vacances de Maigret                   | Maigret nimmt Urlaub (#16)             | 17 april 1965             |
| 11 | The Experts             | 9 januari 1961           | Maigret, Lognon et les gangsters          | Maigret und die Gangster (#2)          | 9 januari 1965            |
| 12 | The Cactus              | 16 januari 1961          | Maigret en meublé                         | Maigret als möblierter Herr (#12)      | 20 maart 1965             |
| 13 | The Children's Party    | 23 januari 1961          | Le pendu de Saint-Pholien                 | Maigret unter den Anarchisten (#48)    | 4 december 1965           |

| #  | titel van aflevering       | uitzenddatum in UK (BBC) | titel van oorspronkelijke boek of verhaal | titel en # van Duitse aflevering             | uitzenddatum in BRD (ZDF) |
| -- | -------------------------- | ------------------------ | ----------------------------------------- | -------------------------------------------- | ------------------------- |
| 1  | Shadow Play                | 23 oktober 1961          | L'ombre chinoise                          | Maigret und der Schatten am Fenster (#19)    | 15 mei 1965               |
| 2  | The Simple Case            | 30 oktober 1961          | Maigret et le corps sans tête             | Maigret und der Kopflose (#11)               | 13 maart 1965             |
| 3  | Death of a Butcher         | 6 november 1961          | Un échec de Maigret                       | Maigret trifft einen Schulfreund (#20)       | 22 mei 1965               |
| 4  | The Winning Ticket         | 13 november 1961         | Maigret et son mort                       | Maigret und sein Toter (#8)                  | 20 februari 1965          |
| 5  | Inspector Lognon's Triumph | 20 november 1961         | Maigret et l'inspecteur malgracieux       | Maigret und Inspektor Lognons Trumph (#4)    | 23 januari 1965           |
| 6  | The Lost Sailor            | 27 november 1961         | Le port des brumes                        | Maigret und der geheimnisvolle Kapitän (#15) | 10 april 1965             |
| 7  | The Golden Fleece          | 4 december 1961          | L'écluse n° 1                             | Maigret und die Kanalratten (#23)            | 12 juni 1965              |
| 8  | Raise Your Right Hand      | 11 december 1961         | Maigret aux Assises                       | Maigret vor dem Schwurgericht (#24)          | 19 juni 1965              |
| 9  | The Liars                  | 18 december 1961         | Maigret à l'école                         | Maigret und die schrecklichen Kinder (#13)   | 27 maart 1965             |
| 10 | A Crime for Christmas      | 25 december 1961         | Un Noël de Maigret                        | Maigret und der Weihnachtsmann (#50)         | 18 december 1965          |
| 11 | The Reluctant Witness      | 1 januari 1962           | Maigret et le témoins recalcitrants       | Maigret und die widerspenstigen Zeugen (#21) | 29 mei 1965               |
| 12 | The White Hat              | 8 januari 1962           | L'amie de Mme Maigret                     | Frau Maigret als Detektiv (#22)              | 5 juni 1965               |
| 13 | Murder on Monday           | 15 januari 1962          | Maigret et l'homme du banc                | Maigret und der Mann auf der Bank (#25)      | 26 juni 1965              |

| #  | titel van aflevering | uitzenddatum in UK (BBC) | titel van oorspronkelijke boek of verhaal               | titel en # van Duitse aflevering              | uitzenddatum in BRD (ZDF) |
| -- | -------------------- | ------------------------ | ------------------------------------------------------- | --------------------------------------------- | ------------------------- |
| 1  | Voices from the Past | 24 september 1962        | Maigret et les vieillards                               | Maigret und die Adeligen (#26)                | 3 juli 1965               |
| 2  | The Madman of Vervac | 1 oktober 1962           | Le fou de Bergerac                                      | Maigret und der Verrückte (#39)               | 2 oktober 1965            |
| 3  | The Countess         | 8 oktober 1962           | L'affaire Saint-Fiacre                                  | Maigret und das Geheimnis im Schloß (#28)     | 17 juli 1965              |
| 4  | The Wedding Guest    | 15 oktober 1962          | La guingette à deux sous                                | Maigret und die Groschenschenke (#29)         | 24 juli 1965              |
| 5  | High Politics        | 22 oktober 1962          | Maigret chez le ministre                                | Maigret und der Minister (#30)                | 31 juli 1965              |
| 6  | Love from Felicie    | 29 oktober 1961          | Félicie est là                                          | Maigret hilft einem Dienstmädchen (#33)       | 21 augustus 1965          |
| 7  | The Dirty House      | 5 november 1962          | Maigret se fâche                                        | Maigret ist wütend (#32)                      | 14 augustus 1965          |
| 8  | The Crystal Ball     | 12 november 1962         | Signé Picpus                                            | Maigret und die Wahrsagerin (#27)             | 10 juli 1965              |
| 9  | The Crooked Castle   | 19 november 1962         | La nuit du carrefour                                    | Maigret und die sonderbaren Geschwister (#34) | 28 augustus 1965          |
| 10 | Death in Mind        | 26 november 1962         | La tête d'un homme                                      | Maigret riskiert seine Stellung (#35)         | 4 september 1965          |
| 11 | Seven Little Crosses | 3 december 1962          | Sept petits croix dans un carnet [geen Maigret-verhaal] | Maigret und der Sonntagsmörder (#49)          | 11 december 1965          |
| 12 | The Trap             | 10 december 1962         | Maigret tend un piège                                   | Maigret stellt eine Falle (#36)               | 11 september 1965         |
| 13 | The Amateurs         | 17 december 1962         | Maigret et le voleur paresseux                          | Maigret und der faule Dieb (#37)              | 18 september 1965         |

| #  | titel van aflevering        | uitzenddatum in UK (BBC)) | titel van oorspronkelijke boek of verhaal | titel en # van Duitse aflevering         | uitzenddatum in BRD (ZDF) |
| -- | --------------------------- | ------------------------- | ----------------------------------------- | ---------------------------------------- | ------------------------- |
| 1  | Poor Cecile!                | 1 oktober 1963            | Cécile est morte                          | Maigret verliert eine Verehrerin (#38)   | 25 september 1965         |
| 2  | The Fontenay Murders        | 8 oktober 1963            | Maigret a peur                            | Maigret hat Angst (#43)                  | 30 oktober 1965           |
| 3  | The Lost Life               | 15 oktober 1963           | Maigret et la jeune morte                 | Maigret und die Unbekannte (#41)         | 16 oktober 1965           |
| 4  | The Cellars of the Majestic | 22 oktober 1963 )         | Les caves du Majestic                     | Maigret im Luxushotel (#40)              | 9 oktober 1965            |
| 5  | A Man Condemned             | 29 oktober 1963           | Une confidence de Maigret                 | Maigret und der Fall Josset (#42)        | 23 oktober 1965           |
| 6  | The Flemish Shop            | 5 november 1963           | Chez les Flamands                         | Maigret bei den Flamen (#47)             | 27 november 1965          |
| 7  | A Taste of Power            | 12 november 1963          | La première enquête de Maigret            | Maigret gibt Lapointe eine Chance (#44)  | 6 november 1965           |
| 8  | The Log of the Cap Fagnet   | 19 november 1963          | Au rendez-vous des Terre-Neuvas           | Maigret und das Verbrechen an Bord (#31) | 7 augustus 1965           |
| 9  | The Judge's House           | 26 november 1963          | La maison du juge                         | Maigret und das Haus des Richters (#46)  | 20 november 1965          |
| 10 | Another World               | 3 december 1963           | Maigret voyage                            | Maigret auf Reisen (#18)                 | 1 mei 1965                |
| 11 | The Crime at Lock 14        | 10 december 1963          | Le charretier de "La Providence")         | Maigret und die seltsame Leiche (#45)    | 13 november 1965          |
| 12 | Peter the Lett              | 17 december 1963          | Pietr-le-Letton                           | Maigret und die Zwillinge (#51)          | 4 januari 1966            |
| 13 | Maigret's Little Joke       | 24 december 1963          | Maigret s'amuse                           | Maigret als Zuschauer (#52)              | 11 januari 1966           |

In 1992-1993 werd een tweede reeks Maigrets gemaakt door Granada Television met Michael Gambon als Maigret. Deze reeks van in totaal 12 afleveringen werd in 1993-1994 in Nederland uitgezonden door de AVRO. In verband met deze televisieserie bracht uitgeverij Bruna 16 Maigret-titels (de 12 verfilmde plus 4 andere) opnieuw op de markt, alle voorzien van omslagen waarop Michael Gambon als de commissaris prijkte. Volgens sommige critici had Gambon wel het postuur van Maigret maar was hij te veel een modieuze Parijzenaar in plaats van de enigszins zwaarmoedige plattelander die Maigret in diepste wezen is. De complete reeks met Gambon als Maigret is uitgebracht op dvd met Nederlandse ondertiteling.
| # | titel van aflevering           | uitzenddatum in UK (ITV) | titel van oorspronkelijke boek | titel en # van Nederlandse aflevering        | uitzenddatum in Nederland (AVRO) |
| - | ------------------------------ | ------------------------ | ------------------------------ | -------------------------------------------- | -------------------------------- |
| 1 | The Patience of Maigret        | 9 februari 1992          | La patience de Maigret         | Het geduld van Maigret (#1)                  | 13 februari 1993                 |
| 2 | Maigret and the Burglar's Wife | 16 februari 1992         | Maigret et la grande perche    | Maigret en de lange lijs (#2)                | 18 februari 1993                 |
| 3 | Maigret Goes to School         | 23 februari 1992         | Maigret à l'école              | Maigret en de geschaduwde schoolmeester (#3) | 25 februari 1993                 |
| 4 | Maigret and the Mad Woman      | 2 maart 1992             | La folle de Maigret            | Maigret komt te laat (#4)                    | 4 maart 1993                     |
| 5 | Maigret on Home Ground         | 9 maart 1992             | L'affaire Saint-Fiacre         | Maigret en de zaak Saint-Fiacre (#5)         | 18 maart 1993                    |
| 6 | Maigret Sets a Trap            | 16 maart 1992            | Maigret tend un piège          | Maigret en de maniak van Montmartre (#6)     | 25 maart 1993                    |

| # | titel van aflevering              | uitzenddatum in UK (ITV) | titel van oorspronkelijke boek | titel van Nederlandse aflevering    | uitzenddatum in Nederland (AVRO) |
| - | --------------------------------- | ------------------------ | ------------------------------ | ----------------------------------- | -------------------------------- |
| 1 | Maigret and the Night Club Dancer | 14 maart 1993            | Maigret au "Picratt's"         | Maigret op Montmartre (#7)          | 6 januari 1994                   |
| 2 | Maigret and the Hotel Majestic    | 21 maart 1993            | Les caves du Majestic          | Maigret en het lijk in de kast (#8) | 13 januari 1994                  |
| 3 | Maigret on the Defensive          | 28 maart 1993            | Maigret se défend              | Maigret in de verdediging (#9)      | 20 januari 1994                  |
| 4 | Maigret's Boyhood Friend          | 4 april 1993             | L'ami d'enfance de Maigret     | De klasgenoot van Maigret (#10)     | 27 januari 1994                  |
| 5 | Maigret and the Minister          | 11 april 1993            | Maigret chez le ministre       | Maigret en de minister (#11)        | 3 februari 1994                  |
| 6 | Maigret and the Maid              | 18 april 1993            | Félicie est là                 | Maigret en Félicie (#12)            | 10 februari 1994                 |

In 2016-2017 maakte ITV een derde reeks Maigret-televisiefilms, ditmaal met Rowan Atkinson in de hoofdrol en grotendeels opgenomen in Boedapest. De 4 afleveringen van deze reeks werden in Nederland uitgezonden door KRO-NCRV in 2017-2018. Critici prezen de stilering en aankleding van deze reeks en Atkinsons stoïcijnse acteerwerk maar merkten ook op dat Atkinsons personage te weinig ruimte gaf aan het humanistisch engagement van Maigret. Ook deze reeks is verkrijgbaar op dvd met Nederlandse ondertiteling.
| # | titel van aflevering | uitzenddatum in UK (ITV) | titel van oorspronkelijke boek | uitzenddatum in Nederland (KRO-NCRV) |
| - | -------------------- | ------------------------ | ------------------------------ | ------------------------------------ |
| 1 | Maigret Sets a Trap  | 28 maart 2016            | Maigret tend un piège          | 10 mei 2017                          |
| 2 | Maigret's Dead Man   | 25 december 2016         | Maigret et son morte           | 24 mei 2017                          |

| # | titel van aflevering              | uitzenddatum in UK (ITV) | titel van oorspronkelijke boek | uitzenddatum in Nederland (KRO-NCRV) |
| - | --------------------------------- | ------------------------ | ------------------------------ | ------------------------------------ |
| 1 | Maigret : Night at the Crossroads | 16 april 2017            | La nuit du carrefour           | 17 januari 2018                      |
| 2 | Maigret in Montmartre             | 24 december 2017         | Maigret au "Picratt's"         | 25 juli 2018                         |

### Nederland en Vlaanderen

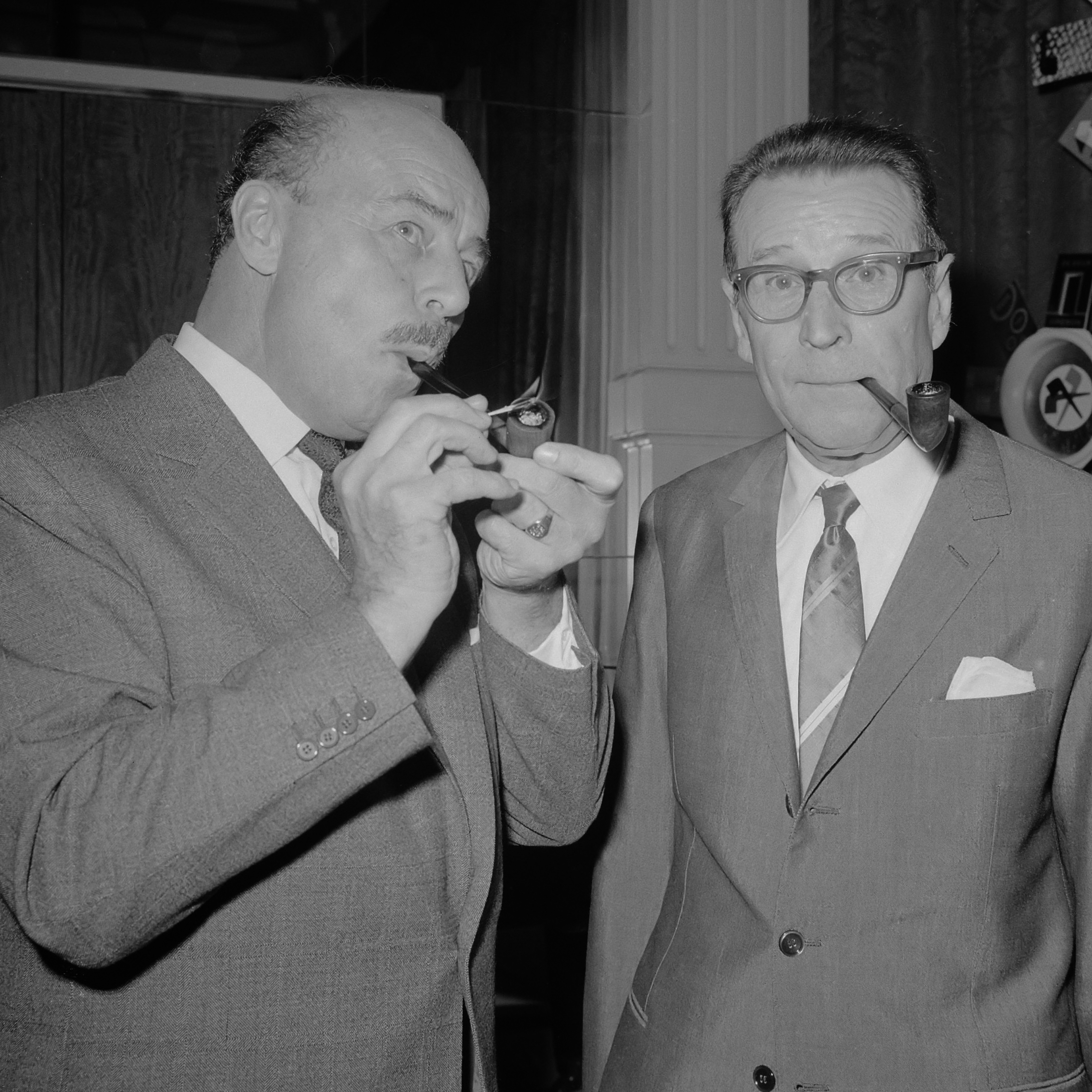
Jan Teulings (links) en Georges Simenon (1966).

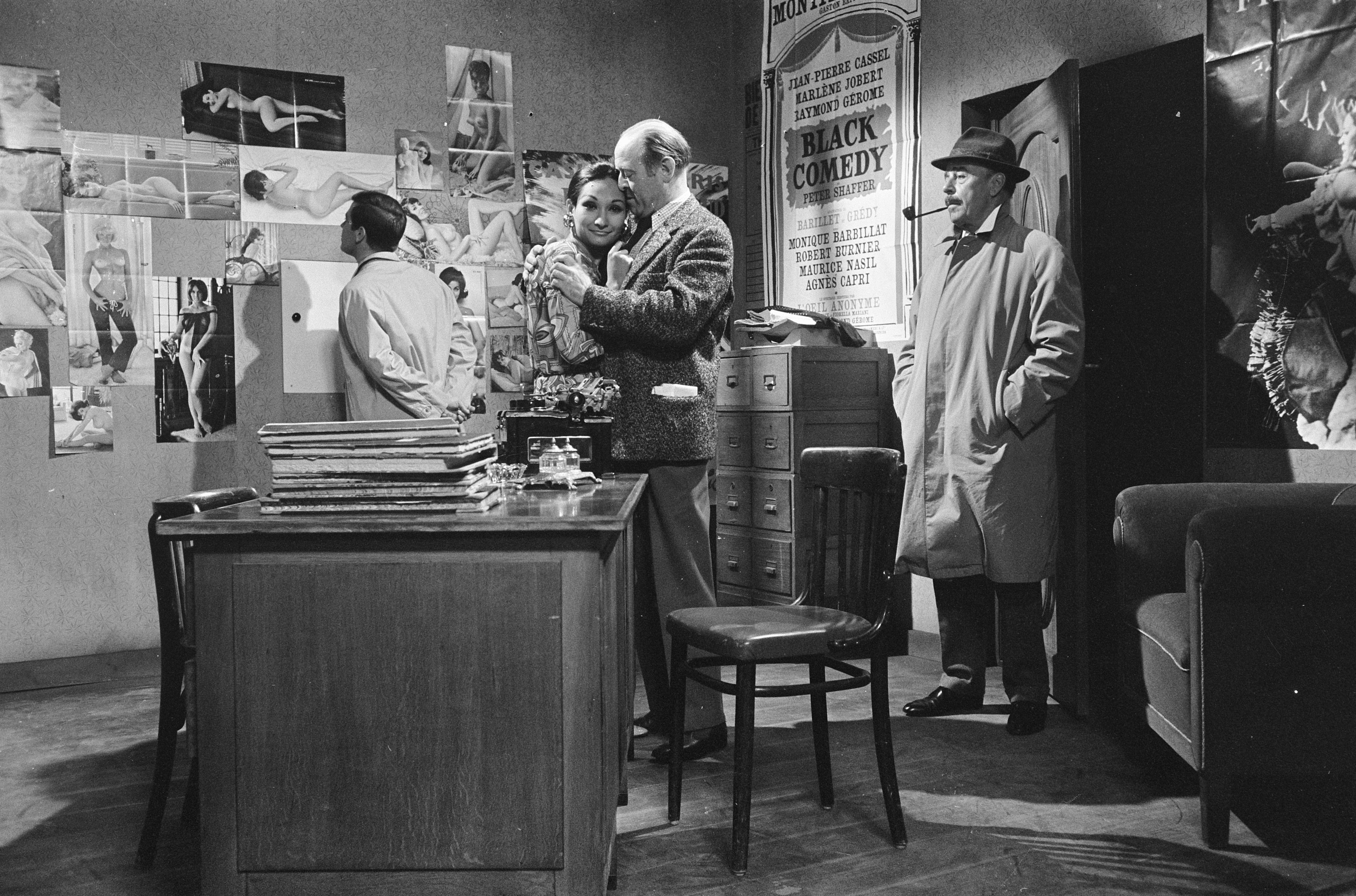
Jan Teulings kroop tussen 1966 en 1970 in totaal 17 keer in de huid van commissaris Maigret. De foto is gemaakt tijdens de opname van De woede van Maigret, een aflevering die werd uitgezonden op 8 december 1968.

Ook in Nederland en Vlaanderen werden verhalen van Maigret voor televisie verfilmd. In 1964-1965 vertolkte Kees Brusse de rol van Maigret in een serie van 6 afleveringen die werd geproduceerd door VARA en BRT. Voor deze serie werden scenario's gebruikt van de Britse televisieserie met Rupert Davies. Deze scenario's van de hand van Roger East (pseudoniem van Roger Burford, 1904-1981) en Giles Cooper (1918-1966) werden vertaald en bewerkt door dramaturg Jan Staal (1920-1992). De regie was in handen van Eimert Kruidhof (1926-2004). Om de serie een duidelijk Frans tintje te geven werden buitenopnamen in Parijs gemaakt. Terwijl plannen in de maak waren voor een vervolg zegde Brusse zijn medewerking aan de serie op. Officieel heette het dat Brusse niet voldoende tijd in zijn agenda kon inruimen voor de opnamen, maar wat zeker ook meespeelde was dat hij ontevreden was over de kwaliteit van de Engelse scenario's. Daarop werd Jan Teulings aangetrokken als nieuwe hoofdrolspeler. Teulings nam de rol van commissaris Maigret van 1966 tot en met 1970 voor zijn rekening. Hij speelde Maigret met veel plezier en werd nadien nog jarenlang met deze rol vereenzelvigd. De regie van deze tweede reeks berustte wederom bij Eimert Kruidhof terwijl Otto Dijk als scenarioschrijver was aangetrokken. Laatstgenoemde heeft nog wel enkele Engelse scenario's bewerkt, maar ging al spoedig originele scenario's schrijven die rechtstreeks gebaseerd waren op Simenons romans. Deze tweede reeks, met Jan Teulings als Maigret, omvatte uiteindelijk 17 afleveringen.
Wie van beide acteurs - Brusse of Teulings - de meest geloofwaardige Maigret-vertolking ten beste gaf is een kwestie van smaak. Brusse's Maigret was wat flegmatieker dan die van Teulings, die een wat beweeglijker commissaris neerzette. Ook had Teulings duidelijk wat meer moeite met het roken en hanteren van een pijp. Anderzijds was Brusse's optreden niet gespeend van enige ijdelheid; zoals wel vaker speelde Kees Brusse vooral zichzelf. Teulings' optreden werd daarentegen juist gekenmerkt door een gereserveerde soberheid. En waar Brusse eigenlijk te jong was voor de rol van Maigret, had Teulings wel de juist leeftijd om in de huid van de commissaris te kruipen. Teulings' uitspraak van Franse woorden en eigennamen was niet bepaald vlekkeloos.
De 6 afleveringen met Kees Brusse zijn allemaal bewaard gebleven en bevinden zich in de collectie van het Nederlands Instituut voor Beeld en Geluid te Hilversum. Van de 17 afleveringen waarin Jan Teulings Maigret speelde zijn er slechts 2 compleet bewaard gebleven (Het geduld van Maigret en Maigret viert kertstmis). Van de overige afleveringen zijn de Ampex-banden waarop de afleveringen voor uitzending werden opgenomen waarschijnlijk later gewist. Het Nederlands Instituut voor Beeld en Geluid beschikt ook over filminlassen en foto's die voor publiciteitsdoeleinden werden gemaakt tijdens de studio-opnamen in Hilversum. Enkele korte fragmenten zijn daarnaast bewaard gebleven bij de VRT in België als onderdeel van een wekelijkse voorbeschouwing genaamd Ziet u er wat in.
| \| # \| titel van aflevering \| titel van oorspronkelijke Engelse scenario \| titel van oorspronkelijke boek of verhaal \| uitzenddatum in Nederland (VARA) \| uitzenddatum in Vlaanderen (BRT) \| \| - \| ------------------------------- \| ------------------------------------------ \| ----------------------------------------- \| -------------------------------- \| -------------------------------- \| \| 1 \| Maigret en de inbrekersvrouw \| The Burglar's Wife \| Maigret et la grande perche \| 11 oktober 1964 \| 23 oktober 1964 \| \| 2 \| De moedwillige vergissing \| The Mistake \| Maigret se trompe \| 22 november 1964 \| 20 november 1964 \| \| 3 \| Moord op Montmartre \| Murder in Montmartre \| Maigret au "Picratt's" \| 6 december 1964 \| 18 december 1964 \| \| 4 \| Maigret en de kruideniers \| A Taste of Power \| La première enquête de Maigret \| 31 januari 1965 \| 29 januari 1965 \| \| 5 \| Maigret op kamers \| The Cactus \| Maigret en meublé \| 28 februari 1965 \| 26 februari 1965 \| \| 6 \| De vriendin van mevrouw Maigret \| The White Hat \| L'amie de Madame Maigret \| 28 maart 1965 \| 26 maart 1965 \| |                                 |                                            |                                           |                                  |                                  |
| # | titel van aflevering            | titel van oorspronkelijke Engelse scenario | titel van oorspronkelijke boek of verhaal | uitzenddatum in Nederland (VARA) | uitzenddatum in Vlaanderen (BRT) |
| 1 | Maigret en de inbrekersvrouw    | The Burglar's Wife                         | Maigret et la grande perche               | 11 oktober 1964                  | 23 oktober 1964                  |
| 2 | De moedwillige vergissing       | The Mistake                                | Maigret se trompe                         | 22 november 1964                 | 20 november 1964                 |
| 3 | Moord op Montmartre             | Murder in Montmartre                       | Maigret au "Picratt's"                    | 6 december 1964                  | 18 december 1964                 |
| 4 | Maigret en de kruideniers       | A Taste of Power                           | La première enquête de Maigret            | 31 januari 1965                  | 29 januari 1965                  |
| 5 | Maigret op kamers               | The Cactus                                 | Maigret en meublé                         | 28 februari 1965                 | 26 februari 1965                 |
| 6 | De vriendin van mevrouw Maigret | The White Hat                              | L'amie de Madame Maigret                  | 28 maart 1965                    | 26 maart 1965                    |

| # | titel van aflevering           | titel van oorspronkelijke Engelse scenario | titel van oorspronkelijke boek of verhaal               | uitzenddatum in Nederland (VARA) | uitzenddatum in Vlaanderen (BRT) |
| - | ------------------------------ | ------------------------------------------ | ------------------------------------------------------- | -------------------------------- | -------------------------------- |
| 1 | Maigret en zijn dode           | The Winning Ticket                         | Maigret et son mort                                     | 6 november 1966                  | 11 april 1967                    |
| 2 | Maigret en de blauwe avondjurk | The Lost Life                              | Maigret et la jeune morte                               | 4 december 1966                  | 25 april 1967                    |
| 3 | Maigret in de verdediging      | niet van toepassing                        | Maigret se defend                                       | 29 januari 1967                  | 23 mei 1967                      |
| 4 | Het geduld van Maigret         | niet van toepassing                        | La patience de Maigret                                  | 26 februari 1967                 | 6 juni 1967                      |
| 5 | Maigret viert kerstmis         | Seven Little Crosses                       | Sept petits croix dans un carnet [geen Maigret-verhaal] | 23 april 1967                    | 20 juni 1967                     |
| 6 | Maigret en Pieter de Let       | Peter the Lett                             | Pietr-le-Letton                                         | 21 mei 1967                      | 4 juli 1967                      |

| # | titel van aflevering                    | titel van oorspronkelijke boek of verhaal | uitzenddatum in Nederland (VARA) | uitzenddatum in Vlaanderen (BRT) |
| - | --------------------------------------- | ----------------------------------------- | -------------------------------- | -------------------------------- |
| 1 | Maigret en de kabeljauwvissers          | Au rendez-vous des Terre-Neuvas           | 12 november 1967                 | 9 april 1968                     |
| 2 | Maigret en het meisje voor dag en nacht | Félicie est là                            | 10 december 1967                 | 23 april 1968                    |
| 3 | Maigret met vakantie                    | Les vacances de Maigret                   | 7 januari 1968                   | 7 mei 1968                       |
| 4 | Maigret en de drie gehangenen           | L'écluse nº 1                             | 3 maart 1968                     | 21 mei 1968                      |
| 5 | Maigret incognito                       | Maigret s'amuse                           | 28 april 1968                    | 4 juni 1968                      |

| # | titel van aflevering                | titel van oorspronkelijke boek of verhaal | uitzenddatum in Nederland (VARA) | uitzenddatum in Vlaanderen (BRT) |
| - | ----------------------------------- | ----------------------------------------- | -------------------------------- | -------------------------------- |
| 1 | Maigret zet een val                 | Maigret tend un piège                     | 10 november 1968                 | 7 januari 1969                   |
| 2 | De woede van Maigret                | La colère de Maigret                      | 8 december 1968                  | 20 mei 1969                      |
| 3 | Maigret en de ter dood veroordeelde | La tête d'un homme                        | 5 januari 1969                   | 3 juni 1969                      |
| 4 | Maigret en de gangsters             | Maigret, Lognon et les gangsters          | 2 maart 1969                     | 24 juni 1969                     |
| 5 | Maigret en het spook                | Maigret et le fantôme                     | 27 april 1969                    | 8 juli 1969                      |
| 6 | Maigret en de zakkenroller          | Le voleur de Maigret                      | 1 mei 1970                       | 7 juni 1971                      |

### Italië

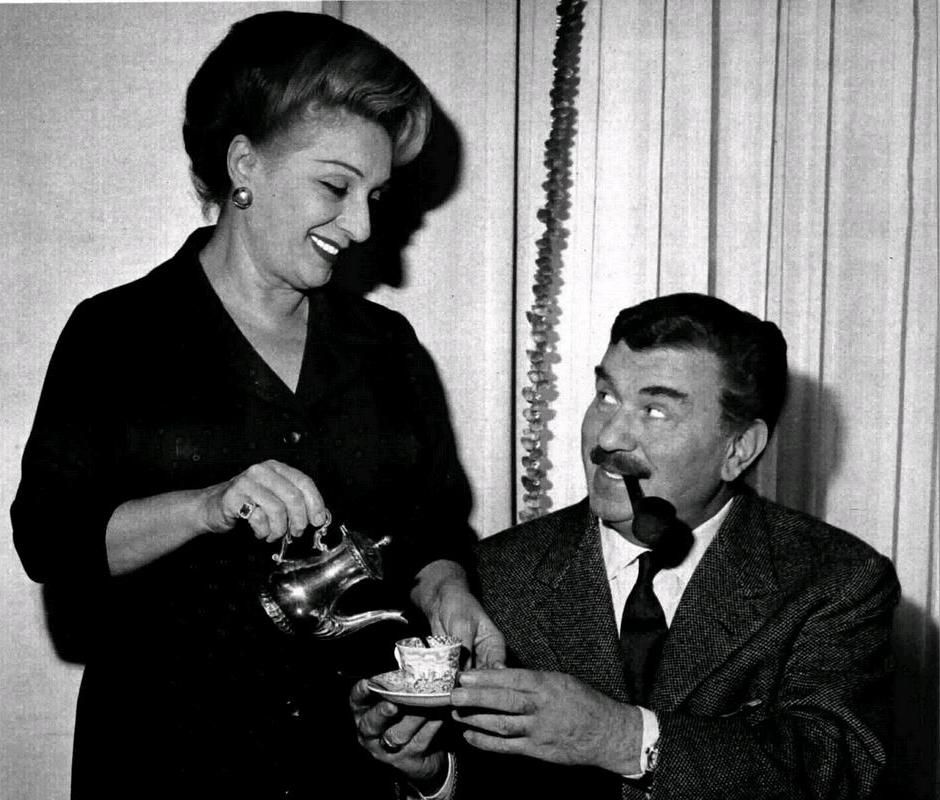
Gino Cervi als Maigret en Andreina Pagnani als mevrouw Maigret (1966).

De Italiaanse staatsomroep RAI heeft in de periode 1964-1972 eveneens een aantal Maigret-avonturen verfilmd. Het gegeven dat van deze 16 avonturen in totaal 35 afleveringen werden getrokken maakt dat de Italiaanse Maigret-verfilmingen wat trager aanvoelen dan de Engelse, Nederlandse en Franse Maigret-verfilmingen uit dezelfde periode. Dat geldt met name voor de avonturen die over 3 of zelfs wel 4 afleveringen zijn uitgesmeerd. De hoofdrol in de reeks Le inchieste del commissario Maigret (De onderzoeken van commissaris Maigret) was weggelegd voor Gino Cervi. De regie was in handen van Mario Landi. Wat de Italiaanse serie ook bijzonder maakt is dat de producenten rekening hebben gehouden met het verstrijken van de tijd. In de eerste twee seizoenen van de reeks werden vooral Maigret-avonturen verfilmd uit de jaren dertig en veertig en werd ook veel moeite gedaan de sfeer uit die jaren te vangen op film door middel van meubels, kleding, auto's en andere tijdgebonden requisieten. In het derde seizoen, uitgezonden in 1968, opereert Maigret duidelijk in de jaren zestig en in het vierde seizoen zijn de vroege jaren zeventig aangebroken. In de laatste afleveringen is de commissaris met pensioen gegaan maar mengt hij zich nog eenmaal in een zaak ter wille van een neef van zijn vrouw. De reeks oogstte in Italië veel succes en de afleveringen behoorden destijds tot de best bekeken televisieprogramma's. Op de golf van het televisiesucces werd in 1966 ook een Maigret-bioscoopfilm gemaakt door regisseur Landi, met wederom Gino Cervi in de hoofdrol.
Le inchieste del commissario Maigret
| seizoen | Italiaanse titel                   | titel van oorspronkelijke boek of verhaal | aantal afleveringen | uitzenddatum                          |
| ------- | ---------------------------------- | ----------------------------------------- | ------------------- | ------------------------------------- |
| 1       | Un'ombra su Maigret                | Cécile est morte                          | 3                   | 27 december 1964, 1 en 3 januari 1965 |
| 1       | L'affare Picpus                    | Signé Picpus                              | 3                   | 10, 15 en 17 januari 1965             |
| 1       | Un Natale di Maigret               | Un Noël de Maigret                        | 1                   | 24 januari 1965                       |
| 1       | Una vita in gioco                  | La tête d'un homme                        | 3                   | 7, 12 en 14 februari 1965             |
| 2       | Non si uccidono i poveri diavoli   | On ne tue pas les pauvres types           | 2                   | 20 en 27 februari 1966                |
| 2       | L'ombra cinese                     | L'ombre chinoise                          | 4                   | 6, 3, 20 en 27 maart 1966             |
| 2       | La vecchia signora di Bayeux       | La vieille dame de Bayeux                 | 1                   | 3 april 1966                          |
| 2       | L'innamorato della signora Maigret | L'amoureux de madame Maigret              | 1                   | 17 april 1966                         |
| 3       | Maigret e i diamanti               | La patience de Maigret                    | 3                   | 19 en 26 mei en 2 juni 1968           |
| 3       | Il cadavere scomparso              | La témoignage de l'enfant de choeur       | 1                   | 7 juli 1968                           |
| 3       | Maigret e l'ispettore sfortunato   | Maigret et l'inspecteur malgracieux       | 1                   | 9 juli 1968                           |
| 3       | La chiusa                          | L'écluse nº 1                             | 3                   | 14, 21 en 28 juli 1968                |
| 3       | Maigret sotto inchiesta            | Maigret se defend                         | 3                   | 4, 11 en 18 augustus 1968             |
| 4       | Il pazzo di Bergerac               | Le fou de Bergerac                        | 2                   | 2 en 3 september 1972                 |
| 4       | Il ladro solitario                 | Maigret et le voleur paresseux            | 2                   | 9 en 10 september 1972                |
| 4       | Maigret in pensione                | Maigret                                   | 2                   | 16 en 17 september 1972               |

In 2004 werden in Italië twee pilotafleveringen gedraaid van een nieuwe serie Maigret-verfilmingen met in de hoofdrol Sergio Castellitto. De afleveringen werden grotendeels opgenomen in Tsjechië. Aangezien Castellitto niet het postuur had dat doorgaans geassocieerd wordt met Maigret, vonden Italiaanse televisiekijkers zijn commissaris niet helemaal geloofwaardig. Er werden geen verdere afleveringen gemaakt.
| # | Italiaanse titel | titel van oorspronkelijke boek | uitzenddatum     |
| - | ---------------- | ------------------------------ | ---------------- |
| 1 | La trappola      | Maigret tend un piège          | 15 november 2004 |
| 2 | L'ombra cinese   | L'ombre chinoise               | 16 november 2004 |

### Frankrijk
Tussen 1967 en 1990 zond de Franse omroep ORTF (vanaf 1975: Antenne 2) in totaal 88 afleveringen uit van een serie getiteld Les enquêtes du commissaire Maigret. De hoofdrol in deze serie werd vertolkt door de Franse acteur Jean Richard. De scenario's waren geschreven door Claude Barma en Jacques Rémy. Simenon was absoluut niet te spreken over de wijze waarop Richard gestalte gaf aan Maigret: "Een aanfluiting die man. Richard gedraagt zich alsof hij te veel Amerikaanse films met gangsters en gigolo's heeft gezien. Hij zegt niet 'Goedemorgen' bij binnenkomst, maar slechts 'Commissaris Maigret'. Richard gaat ook gewoon door met roken en wat me het meest schokte: hij houdt zijn hoed binnen op! Heeft die man geen opvoeding genoten?" De eerste 18 afleveringen van anderhalf uur waren opgenomen in zwart-wit. Aflevering 19 (Pietr-le-Letton), door de ORTF uitgezonden op 20 juli 1972, was de eerste opgenomen in kleur. Drie vroege afleveringen in zwart-wit (La tête d'un homme, Le chien jaune en La nuit du carrefour) werden later nogmaals in kleur opgenomen en uitgezonden. Tussen 1972 en 1981 bracht de VARA in totaal 25 afleveringen op het Nederlandse televisiescherm. De eerste aflevering werd overigens op het laatste moment afgelast omdat de omroep voorrang gaf aan het uitzenden van de afscheidswedstrijd van voetballer Coen Moulijn. Daardoor startte de serie in Nederland pas op 23 juni in plaats van op 9 juni 1972. Vrijwel gelijktijdig met de VARA startte ook de Duitse omroep ARD met het uitzenden van de serie. In Duitsland werd de Franse serie met Jean Richard echter nooit zo populair als de eerder uitgezonden Engelse serie met Rupert Davies, zoals Jean Richard in Nederland nooit Jan Teulings en Kees Brusse kon doen vergeten. De ARD stopte al na 9 afleveringen met de serie. Zeven jaar later gaf omroep ZDF de serie een tweede kans, tot vreugde van Nederlanders die het Duits machtig waren en zich niet ergerden aan de nagesynchroniseerde stemmen. Tussen mei 1979 en mei 1982 zond de ZDF 25 afleveringen uit, waarmee het Duitse totaal op 34 afleveringen komt.
De 30e aflevering van de Franse televisieserie (Un crime en Hollande) werd in mei en juni 1975 grotendeels opgenomen in Makkum (Friesland) met medewerking van Nederlandse acteurs, onder wie André van den Heuvel, Femke Boersma en Marieke van der Pol. Deze aflevering werd door de VARA op 7 januari 1977 uitgezonden. Vanwege de Molukse treinkaping bij De Punt besloot de VARA op 27 mei 1977 om de aflevering Maigret in het wespennest (Maigret a peur) terug te trekken en te vervangen door een natuurdocumentaire. Ruim drie jaar later zond de omroep deze aflevering alsnog uit. Nooit aangekocht en uitgezonden door de VARA is de 31e aflevering van deze reeks, Maigret chez les Flamands (door Antenne 2 uitgezonden op 16 oktober 1976), waarin alle Vlaamse rollen worden bezet door Nederlandse acteurs, onder wie Bob de Lange, Henny Alma en Marjon Brandsma. Nederlanders die via de antenne op de Duitse televisiezender ZDF afstemden, konden deze in het Duits nagesynchroniseerde aflevering bekijken op 23 mei 1980. Het merendeel van de serie (60 afleveringen) is in Frankrijk uitgebracht op dvd onder de titel Maigret : les meilleures enquêtes, helaas zonder Nederlandse ondertiteling.
Les enquêtes du commissaire Maigret
| #  | titel van aflevering                          | uitzenddatum in Frankrijk (ORTF/Antenne 2) | titel van oorspronkelijke boek of verhaal | titel en # van Nederlandse aflevering         | uitzenddatum in Nederland (VARA) | titel en # van Duitse aflevering            | uitzenddatum in BRD (ARD/ZDF) |
| -- | --------------------------------------------- | ------------------------------------------ | ----------------------------------------- | --------------------------------------------- | -------------------------------- | ------------------------------------------- | ----------------------------- |
| 1  | Cécile est morte                              | 14 oktober 1967                            | Cécile est morte                          | Maigret en de nachtelijke bezoeker (#2)       | 30 juni 1972                     | Maigret und der nächtliche Besucher (#1)    | 29 juni 1972                  |
| 2  | La tête d'un homme (1e versie)                | 8 december 1967                            | La tête d’un homme                        |                                               |                                  | Maigret legt einen Köder (#2)               | 6 juli 1972                   |
| 3  | Le chien jaune (1e versie)                    | 24 februari 1968                           | Le chien jaune                            | Maigret en de gele hond (#1)                  | 23 juni 1972                     | Maigret und der gelbe Hund (#5)             | 27 juli 1972                  |
| 4  | Signé Picpus                                  | 27 april 1968                              | Signé Picpus                              | Maigret en het geval Picpus (#3)              | 7 juli 1972                      | Maigret und die seltsame Familie (#4)       | 20 juli 1972                  |
| 5  | L’inspecteur Cadavre                          | 3 augustus 1968                            | L’inspecteur Cadavre                      | Maigret als ongewenste gast (#9)              | 4 november 1972                  | Maigret und das schweigende Dorf (#3)       | 13 juli 1972                  |
| 6  | Félicie est là                                | 7 december 1968                            | Félicie est là                            | Maigret en Félicie (#16)                      | 9 augustus 1976                  | Maigret und die störrische Haustochter (#6) | 3 augustus 1972               |
| 7  | La maison du juge                             | 1 februari 1969                            | La maison du juge                         | Maigret en het huis van de rechter (#4)       | 21 juli 1972                     | Maigret und die Leuchtturmwärterin (#7)     | 10 augustus 1972              |
| 8  | L’ombre chinoise                              | 24 mei 1969                                | L’ombre chinoise                          | Maigret en de Chinese schim (#5)              | 4 augustus 1972                  |                                             |                               |
| 9  | La nuit du carrefour (1e versie)              | 15 november 1969                           | La nuit du carrefour                      | Maigret en het huis van de drie weduwen (#6)  | 18 augustus 1972                 |                                             |                               |
| 10 | L’écluse nº 1                                 | 21 februari 1970                           | L’écluse nº 1                             | Maigret en het Gulden Vlies (#7)              | 15 september 1972                | Maigret und der Flussreeder (#8)            | 17 augustus 1972              |
| 11 | Maigret et son mort                           | 16 mei 1970                                | Maigret et son mort                       |                                               |                                  | Maigret und der unbekannte Anrufer (#9)     | 24 augustus 1972              |
| 12 | Maigret                                       | 28 november 1970                           | Maigret                                   | Maigret (#10)                                 | 2 december 1972                  |                                             |                               |
| 13 | Maigret à l’école                             | 13 februari 1971                           | Maigret à l’école                         | Maigret en de geschaduwde schoolmeester (#11) | 30 december 1972                 |                                             |                               |
| 14 | Maigret en vacances                           | 10 april 1971                              | Les vacances de Maigret                   |                                               |                                  |                                             |                               |
| 15 | Maigret et le fantôme                         | 19 juni 1971                               | Maigret et le fantôme                     |                                               |                                  |                                             |                               |
| 16 | Maigret aux Assises                           | 11 september 1971                          | Maigret aux Assises                       | Getuige Maigret (#12)                         | 27 januari 1973                  |                                             |                               |
| 17 | Le port des brumes                            | 6 januari 1972                             | Le port des brumes                        | Maigret in de mist (#8)                       | 7 oktober 1972                   |                                             |                               |
| 18 | Maigret se fâche                              | 3 februari 1972                            | Maigret se fâche                          | Maigret maakt zich boos (#13)                 | 24 februari 1973                 |                                             |                               |
| 19 | Pietr-le-Letton                               | 20 juli 1972                               | Pietr-le-Letton                           | Maigret en de onbekende wreker (#21)          | 1 april 1977                     |                                             |                               |
| 20 | Maigret en meublé                             | 23 december 1972                           | Maigret en meublé                         | Maigret op kamers (#14)                       | 24 maart 1973                    | Zur Untermiete (#10)                        | 25 mei 1979                   |
| 21 | Mon ami Maigret                               | 14 maart 1973                              | Mon ami Maigret                           | Mijn vriend Maigret (#17)                     | 4 september 1976                 | Mein Freund Maigret (#13)                   | 3 augustus 1979               |
| 22 | Maigret et l’homme du banc                    | 17 oktober 1973                            | Maigret et l’homme du banc                |                                               |                                  | Der Mann auf der Bank (#12)                 | 20 juli 1979                  |
| 23 | Maigret et la jeune morte                     | 28 december 1973                           | Maigret et la jeune morte                 |                                               |                                  | Die junge Tote (#14)                        | 17 augustus 1979              |
| 24 | Maigret et le corps sans tête                 | 8 maart 1974                               | Maigret et le corps sans tête             | Maigret en het lijk zonder hoofd (#15)        | 12 juli 1976                     | Der Rumpf ohne Kopf (#11)                   | 22 juni 1979                  |
| 25 | Maigret et la grande perche                   | 30 december 1974                           | Maigret et la grande perche               | Maigret en de lange lijs (#18)                | 21 september 1976                | Die Bohnenstange (#27)                      | 10 oktober 1980               |
| 26 | La folle de Maigret                           | 17 maart 1975                              | La folle de Maigret                       | Maigret komt te laat (#19)                    | 30 oktober 1976                  | Die Närrin (#17)                            | 16 november 1979              |
| 27 | La guinguette à deux sous                     | 11 oktober 1975                            | La guinguette à deux sous                 |                                               |                                  |                                             |                               |
| 28 | Maigret hésite                                | 6 december 1975                            | Maigret hésite                            | Maigret aarzelt (#24)                         | 19 september 1980                | Maigret zögert (#19)                        | 29 februari 1980              |
| 29 | Maigret a peur                                | 20 maart 1976                              | Maigret a peur                            | Maigret in het wespennest (#23)               | 22 augustus 1980                 | Maigret hat Angst (#20)                     | 21 maart 1980                 |
| 30 | Un crime en Hollande                          | 26 juni 1976                               | Un crime en Hollande                      | Maigret in Holland (#20)                      | 7 januari 1977                   | Ein Verbrechen in Holland (#21)             | 25 april 1980                 |
| 31 | Maigret chez les Flamands                     | 16 oktober 1976                            | Chez les Flamands                         |                                               |                                  | Bei den Flamen (#22)                        | 23 mei 1980                   |
| 32 | Les scrupules de Maigret                      | 27 november 1976                           | Les scrupules de Maigret                  | Maigret en de gifmengster (#25)               | 4 juli 1981                      |                                             |                               |
| 33 | Maigret, Lognon et les gangsters              | 5 februari 1977                            | Maigret, Lognon et les gangsters          | Maigret en de gangsters (#22)                 | 29 april 1977                    |                                             |                               |
| 34 | Maigret et monsieur Charles                   | 4 juni 1977                                | Maigret et monsieur Charles               |                                               |                                  | Monsieur Charles (#26)                      | 12 september 1980             |
| 35 | L’amie de madame Maigret                      | 3 maart 1977                               | L’amie de madame Maigret                  |                                               |                                  | Die Freundin von Madame Maigret (#24)       | 11 juli 1980                  |
| 36 | Au rendez-vous des Terre-Neuvas               | 12 maart 1977                              | Au rendez-vous des Terre-Neuvas           |                                               |                                  | Treffen der Neufundlandfahrer (#15)         | 21 september 1979             |
| 37 | Maigret et le marchand de vin                 | 22 april 1978                              | Maigret et le marchand de vin             |                                               |                                  | Der Weinhändler (#18)                       | 14 december 1979              |
| 38 | Maigret et les témoins récalcitrants          | 22 juli 1978                               | Maigret et les témoins récalcitrants      |                                               |                                  | Widerspenstige Zeugen (#16)                 | 19 oktober 1979               |
| 39 | Maigret et le tueur                           | 4 november 1978                            | Maigret et le tueur                       |                                               |                                  |                                             |                               |
| 40 | Maigret et l’affaire Nahour                   | 2 december 1978                            | Maigret et l’affaire Nahour               |                                               |                                  | Die Affäre Nahour (#23)                     | 20 juni 1980                  |
| 41 | Liberty Bar                                   | 10 februari 1979                           | Liberty Bar                               |                                               |                                  |                                             |                               |
| 42 | Maigret et le fou de Bergerac                 | 28 april 1979                              | Le Fou de Bergerac                        |                                               |                                  | Die Irre von Bergerac (#28)                 | 31 oktober 1980               |
| 43 | Maigret et l'indicateur                       | 9 juni 1979                                | Maigret et l'indicateur                   |                                               |                                  | Der Informant (#25)                         | 15 augustus 1980              |
| 44 | Maigret et la dame d’Étretat                  | 10 november 1979                           | Maigret et la vieille dame                |                                               |                                  | Mord in Étretat (#29)                       | 28 november 1980              |
| 45 | L’affaire Saint-Fiacre                        | 22 maart 1980                              | L’affaire Saint-Fiacre                    |                                               |                                  |                                             |                               |
| 46 | Le charretier de la Providence                | 14 juni 1980                               | Le charretier de la Providence            |                                               |                                  | Der Treidler der "Providence" (#32)         | 19 maart 1982                 |
| 47 | Maigret et l’ambassadeur                      | 1 november 1980                            | Maigret et les vieillards                 |                                               |                                  | Der Botschafter (#30)                       | 5 februari 1982               |
| 48 | Le pendu de Saint-Pholien                     | 24 januari 1981                            | Le pendu de Saint-Pholien                 |                                               |                                  | Der Erhängte von Saint-Pholien (#31)        | 19 februari 1982              |
| 49 | Maigret en Arizona                            | 25 april 1981                              | Maigret chez le coroner                   |                                               |                                  | Maigret in Arizona (#33)                    | 16 april 1982                 |
| 50 | Une confidence de Maigret                     | 30 mei 1981                                | Une confidence de Maigret                 |                                               |                                  |                                             |                               |
| 51 | La danseuse du Gai-Moulin                     | 29 augustus 1981                           | La danseuse du Gai-Moulin                 |                                               |                                  |                                             |                               |
| 52 | Maigret se trompe                             | 5 december 1981                            | Maigret se trompe                         |                                               |                                  | Maigret irrt sich (#34)                     | 28 mei 1982                   |
| 53 | Le voleur de Maigret                          | 23 januari 1982                            | Le voleur de Maigret                      |                                               |                                  |                                             |                               |
| 54 | Maigret et l’homme tout seul                  | 8 mei 1982                                 | Maigret et l’homme tout seul              |                                               |                                  |                                             |                               |
| 55 | Maigret et les braves gens                    | 14 augustus 1982                           | Maigret et les braves gens                |                                               |                                  |                                             |                               |
| 56 | Maigret et le clochard                        | 10 november 1982                           | Maigret et le clochard                    |                                               |                                  |                                             |                               |
| 57 | La colère de Maigret                          | 12 januari 1983                            | La colère de Maigret                      |                                               |                                  |                                             |                               |
| 58 | Maigret s’amuse                               | 29 juni 1983                               | Maigret s’amuse                           |                                               |                                  |                                             |                               |
| 59 | La tête d’un homme (2e versie)                | 5 oktober 1983                             | La tête d’un homme                        |                                               |                                  |                                             |                               |
| 60 | Un Noël de Maigret                            | 21 december 1983                           | Un Noël de Maigret                        |                                               |                                  |                                             |                               |
| 61 | L’ami d’enfance de Maigret                    | 18 januari 1984                            | L’ami d’enfance de Maigret                |                                               |                                  |                                             |                               |
| 62 | Maigret se défend                             | 18 april 1984                              | Maigret se défend                         |                                               |                                  |                                             |                               |
| 63 | La patience de Maigret                        | 25 april 1984                              | La patience de Maigret                    |                                               |                                  |                                             |                               |
| 64 | Maigret à Vichy                               | 10 oktober 1984                            | Maigret à Vichy                           |                                               |                                  |                                             |                               |
| 65 | La nuit du carrefour (2e versie)              | 14 november 1984                           | La nuit du carrefour                      |                                               |                                  |                                             |                               |
| 66 | Le client du samedi                           | 16 januari 1985                            | Maigret et le client du samedi            |                                               |                                  |                                             |                               |
| 67 | Le revolver de Maigret                        | 17 april 1985                              | Le revolver de Maigret                    |                                               |                                  |                                             |                               |
| 68 | Maigret au "Picratt’s"                        | 23 oktober 1985                            | Maigret au "Picratt’s"                    |                                               |                                  |                                             |                               |
| 69 | Maigret chez le ministre                      | 11 januari 1987                            | Maigret chez le ministre                  |                                               |                                  |                                             |                               |
| 70 | Un échec de Maigret                           | 8 februari 1987                            | Un échec de Maigret                       |                                               |                                  |                                             |                               |
| 71 | Maigret voyage                                | 23 mei 1987                                | Maigret voyage                            |                                               |                                  |                                             |                               |
| 72 | Monsieur Gallet, décédé                       | 13 september 1987                          | M. Gallet, décédé                         |                                               |                                  |                                             |                               |
| 73 | Les caves du Majestic                         | 8 november 1987                            | Les caves du Majestic                     |                                               |                                  |                                             |                               |
| 74 | La pipe de Maigret                            | 10 januari 1988                            | La pipe de Maigret                        |                                               |                                  |                                             |                               |
| 75 | Maigret et la vieille dame de Bayeux          | 14 februari 1988                           | La vieille dame de Bayeux                 |                                               |                                  |                                             |                               |
| 76 | Le chien jaune (2e versie)                    | 13 maart 1988                              | Le chien jaune                            |                                               |                                  |                                             |                               |
| 77 | Le notaire de Châteauneuf                     | 3 april 1988                               | Le notaire de Châteauneuf                 |                                               |                                  |                                             |                               |
| 78 | Maigret et le témoignage de l’enfant de chœur | 17 april 1988                              | Le témoignage de l’enfant de chœur        |                                               |                                  |                                             |                               |
| 79 | Maigret et l'inspecteur malgracieux           | 15 mei 1988                                | Maigret et l'inspecteur malgracieux       |                                               |                                  |                                             |                               |
| 80 | La morte qui assassina                        | 19 september 1988                          | Le client le plus obstiné du monde        |                                               |                                  |                                             |                               |
| 81 | Maigret et le voleur paresseux                | 23 oktober 1988                            | Maigret et le voleur paresseux            |                                               |                                  |                                             |                               |
| 82 | Maigret et l’homme de la rue                  | 25 december 1988                           | L’homme dans la rue                       |                                               |                                  |                                             |                               |
| 83 | Tempête sur la Manche                         | 26 februari 1989                           | Tempête sur la Manche                     |                                               |                                  |                                             |                               |
| 84 | L’amoureux de madame Maigret                  | 14 mei 1989                                | L’amoureux de madame Maigret              |                                               |                                  |                                             |                               |
| 85 | L’auberge aux noyés                           | 26 november 1989                           | L’auberge aux noyés                       |                                               |                                  |                                             |                               |
| 86 | Jeumont, 51 minutes d’arrêt                   | 25 december 1989                           | Jeumont, 51 minutes d’arrêt               |                                               |                                  |                                             |                               |
| 87 | Stan le tueur                                 | 25 februari 1990                           | Stan le tueur                             |                                               |                                  |                                             |                               |
| 88 | Maigret à New York                            | 10 juni 1990                               | Maigret à New York                        |                                               |                                  |                                             |                               |

### Europese co-productie
Een aantal Europese omroepen, waaronder France 2 (Frankrijk), RTBF (Wallonië), TSR (Zwitserland) en ČT (Tsjechië), heeft tussen 1991 en 2005 een televisieserie geproduceerd bestaande uit 54 Maigret-avonturen, met in de titelrol de Franse acteur Bruno Cremer. Aanvankelijk werden de afleveringen voornamelijk opgenomen in Frankrijk maar vanwege de hoge kosten werd al snel uitgeweken naar andere landen, waaronder Finland, Tsjechië, Ierland, Cuba en Zuid-Afrika. Bruno Cremer loopt als Maigret meestal rond in een lange grijze wollen jas met visgraatmotief. Verder draagt hij vrijwel altijd een hoed en is ook de onafscheidelijke pijp nooit ver weg. De producenten van de reeks kozen er voor om alle afleveringen te situeren in de jaren vijftig, wat betekent dat sommige romans en verhalen van Simenon enigszins dienden te worden aangepast om anachronismen te voorkomen. Ook in hun locatiekeuze veroorloofden de producenten zich de nodige vrijheid. Zo werd de handeling van Un crime en Hollande verplaatst naar Finland, hoewel Tomas Ross op verzoek van de producenten een ruw scenario had aangeleverd voor een verfilming in Delfzijl. Opvallend is dat ook een viertal misdaadverhalen van Simenon waarin Maigret in het geheel niet voorkomt voor de serie werden omgewerkt tot Maigret-verhaal. Het betreft Madame Quatre et ses enfants, Le deuil de Fonsine en Les petits cochons sans queue uit de verhalenbundel Les petits cochons sans queue en Sept petits croix dans un carnet uit de bundel Un Noël de Maigret. Het verhaal Le deuil de Fonsine werd verfilmd als Meurtre dans un jardin potager (aflevering 30). De drie andere verhalen behielden bij de verfilming min of meer dezelfde titel (afleveringen 29, 47 en 53). Vanaf 15 juli 1994 was de serie met Bruno Cremer ook te zien op de Nederlandse televisie, aanvankelijk bij de NOS, vanaf 1995 bij de NPS. In Vlaanderen verscheen de serie pas in 2009 op de televisie, waarbij de VRT ervoor koos de afleveringen uit te zenden in de middagprogrammering op het eerste net.
Volgens televisiecritici was de rol van Maigret Cremer "op het lijf geschreven". Cremer zette een commissaris neer met "een vaderlijke autoriteit": onkreukbaar maar toch benaderbaar, streng maar begripvol, een held in de ogen van het publiek maar zelf allerminst imagobewust. Cremer moest uiteindelijk om gezondheidsredenen met acteerwerk stoppen. In de laatste aflevering is zijn stem nagesynchroniseerd door een andere acteur aangezien Cremer op dat moment behandeld werd voor keelkanker. Alle afleveringen van de reeks zijn ook uitgebracht op dvd voorzien van Nederlandse ondertiteling.
| #  | titel van aflevering                  | uitzenddatum in Frankrijk (Antenne 2/France 2) | titel van oorspronkelijke boek of verhaal               | titel en # van Nederlandse aflevering        | uitzenddatum in Nederland (NOS/NPS) | uitzenddatum in Vlaanderen (VRT 1)                                       |
| -- | ------------------------------------- | ---------------------------------------------- | ------------------------------------------------------- | -------------------------------------------- | ----------------------------------- | ------------------------------------------------------------------------ |
| 1  | Maigret et la grande perche           | 1 december 1991                                | Maigret et la grande perche                             | Maigret en de lange lijs (#12)               | 25 augustus 1995                    | 5 januari 2009                                                           |
| 2  | Maigret chez les Flamands             | 5 januari 1992                                 | Chez les Flamands                                       | Maigret en de familie Peeters (#3)           | 29 juli 1994                        | 6 januari 2009                                                           |
| 3  | Maigret et la maison du juge          | 15 maart 1992                                  | La maison du juge                                       | Maigret en het huis van de rechter (#5)      | 12 augustus 1994                    | 9 januari 2009                                                           |
| 4  | Maigret et les plaisirs de la nuit    | 7 juni 1992                                    | Maigret au "Picratt's"                                  | Maigret op Montmartre (#8)                   | 28 juli 1995                        | 2 januari 2009                                                           |
| 5  | Maigret et le corps sans tête         | 11 september 1992                              | Maigret et le corps sans tête                           | Maigret en het lijk zonder hoofd (#2)        | 22 juli 1994                        | 12 januari 2009                                                          |
| 6  | Maigret et la nuit du carrefour       | 27 november 1992                               | La nuit du carrefour                                    | Maigret en het huis van de drie weduwen (#1) | 15 juli 1994                        | 13 januari 2009                                                          |
| 7  | Maigret et les caves du Majestic      | 22 januari 1993                                | Les caves du Majestic                                   | Maigret en het lijk in de kast (#11)         | 18 augustus 1995                    | 19 januari 2009                                                          |
| 8  | Maigret se défend                     | 7 mei 1993                                     | Maigret se défend                                       | Maigret in de verdediging (#9)               | 4 augustus 1995                     | 20 januari 2009                                                          |
| 9  | Maigret et les témoins récalcitrants  | 5 november 1993                                | Maigret et les témoins récalcitrants                    | Maigret en de miljoenenerfenis (#6)          | 19 augustus 1994                    | 27 januari 2009                                                          |
| 10 | Maigret et l'homme du banc            | 17 december 1993                               | Maigret et l'homme du banc                              | Maigret en de gele schoenen (#7)             | 21 juli 1995                        | 26 januari 2009                                                          |
| 11 | La patience de Maigret                | 15 april 1994                                  | La patience de Maigret                                  | Maigret en het geduld van Maigret (#10)      | 11 augustus 1995                    | 23 januari 2009                                                          |
| 12 | Maigret et le fantôme                 | 13 mei 1994                                    | Maigret et le fantôme                                   | Maigret en het spook (#4)                    | 5 augustus 1994                     | 30 januari 2009                                                          |
| 13 | Maigret et l'écluse nº 1              | 21 oktober 1994                                | L'écluse nº 1                                           | Maigret en Het Gulden Vlies (#29)            | 13 juli 1999                        | 2 februari 2009                                                          |
| 14 | Cécile est morte                      | 28 oktober 1994                                | Cécile est morte                                        | Cecile is dood (#30)                         | 20 juli 1999                        | 3 februari 2009                                                          |
| 15 | Maigret se trompe                     | 4 november 1994                                | Maigret se trompe                                       | De vergissing van Maigret (#14)              | 13 augustus 1996                    | 9 februari 2009                                                          |
| 16 | Maigret et la vieille dame            | 17 maart 1995                                  | Maigret et la vieille dame                              | Maigret en de weduwe Besson (#15)            | 20 augustus 1996                    | gepland voor 10 februari 2009 maar wegens technisch probleem geannuleerd |
| 17 | Maigret et la vente à la bougie       | 16 juni 1995                                   | Vente à la bougie                                       | Maigret en de openbare verkoping (#16)       | 27 augustus 1996                    | gepland voor 13 februari 2009 maar wegens technisch probleem geannuleerd |
| 18 | Les vacances de Maigret               | 9 september 1995                               | Les vacances de Maigret                                 | Maigret op vakantie (#17)                    | 14 juli 1998                        | 10 februari 2009                                                         |
| 19 | Maigret et l'affaire Saint-Fiacre     | 26 oktober 1995                                | L'affaire Saint-Fiacre                                  | Maigret en de zaak van Saint-Fiacre (#20)    | 4 augustus 1998                     | 16 februari 2009                                                         |
| 20 | Maigret et le port des brumes         | 2 februari 1996                                | Le port des brumes                                      | Maigret en de mysterieuze havenplaats (#21)  | 11 augustus 1998                    | 17 februari 2009                                                         |
| 21 | Maigret et la tête d'un homme         | 23 februari 1996                               | La tête d'un homme                                      | Maigret en de ter dood veroordeelde (#13)    | 6 augustus 1996                     | 6 februari 2009                                                          |
| 22 | Maigret en Finlande                   | 27 september 1996                              | Un crime en Hollande                                    | Maigret gaat naar Finland (#19)              | 28 juli 1998                        | 20 februari 2009                                                         |
| 23 | Maigret tend un piège                 | 10 oktober 1996                                | Maigret tend un piège                                   | Maigret en de maniak van Montmartre (#22)    | 18 augustus 1998                    | 23 februari 2009                                                         |
| 24 | Maigret a peur                        | 1 november 1996                                | Maigret a peur                                          | Maigret is bang (#18)                        | 21 juli 1998                        | 13 februari 2009                                                         |
| 25 | Maigret et l'enfant de choeur         | 3 oktober 1997                                 | Le témoignage de l'enfant de choeur                     | Maigret en de koorknaap (#26)                | 22 juni 1999                        | 24 februari 2009                                                         |
| 26 | Maigret et le Liberty Bar             | 17 oktober 1997                                | Liberty Bar                                             | Maigret en de Liberty Bar (#27)              | 29 juni 1999                        | 25 februari 2009                                                         |
| 27 | Maigret et l'improbable Monsieur Owen | 12 december 1997                               | L'improbable Monsieur Owen                              | Maigret en de mysterieuze meneer Owen (#23)  | 1 juni 1999                         | 26 februari 2009                                                         |
| 28 | Maigret et l'inspecteur Cadavre       | 9 januari 1998                                 | L'inspecteur Cadavre                                    | Maigret en inspecteur Cadavre (#28)          | 6 juli 1999                         | 27 februari 2009                                                         |
| 29 | Madame Quatre et ses enfants          | 16 januari 1999                                | Madame Quatre et ses enfants (geen Maigret-verhaal)     | Madame Quatre en haar kinderen (#24)         | 8 juni 1999                         | 2 maart 2009                                                             |
| 30 | Meurtre dans un jardin potager        | 5 februari 1999                                | Le deuil de Fonsine (geen Maigret-verhaal)              | Maigret en de moord in de moestuin (#25)     | 15 juni 1999                        | 3 maart 2009                                                             |
| 31 | Un meurtre de première classe         | 26 november 1999                               | Jeumont, 51 minutes d'arrêt                             | Het raadsel van de trein in de nacht (#33)   | 27 juli 2000                        | 6 maart 2009                                                             |
| 32 | Maigret voit double                   | 3 maart 2000                                   | On ne tue pas les pauvres types                         | Maigret en de arme drommel (#32)             | 20 juli 2000                        | 20 maart 2009                                                            |
| 33 | Maigret chez les riches               | 26 mei 2000                                    | Maigret hésite                                          | Maigret aarzelt (#31)                        | 13 juli 2000                        | 23 maart 2009                                                            |
| 34 | Maigret et la croqueuse de diamants   | 16 februari 2001                               | Le charretier de la Providence                          | Maigret en de verkwistende maîtresse (#34)   | 15 augustus 2002                    | 24 maart 2009                                                            |
| 35 | Mon ami Maigret                       | 25 mei 2001                                    | Mon ami Maigret                                         | Mijn vriend Maigret (#35)                    | 22 augustus 2002                    | 27 maart 2009                                                            |
| 36 | La fenêtre ouverte                    | 22 juni 2001                                   | Maigret et la fenêtre ouverte                           | Maigret en het open venster (#36)            | 29 augustus 2002                    | 30 maart 2009                                                            |
| 37 | Maigret et le marchand de vin         | 16 januari 2002                                | Maigret et le marchand de vin                           | Maigret en de wijnhandelaar                  |                                     | 3 april 2009                                                             |
| 38 | Maigret chez le ministre              | 1 februari 2002                                | Maigret chez le ministre                                | Maigret en de minister                       |                                     | 6 april 2009                                                             |
| 39 | Maigret et le fou de Sainte Clothilde | 10 mei 2002                                    | Le fou de Bergerac                                      | Maigret en de gek van Sainte Clothilde       |                                     | 10 april 2009                                                            |
| 40 | Maigret et la maison de Félicie       | 3 juni 2002                                    | Félicie est là                                          | Maigret en het huis van Félicie              |                                     | 7 april 2009                                                             |
| 41 | Maigret à l'école                     | 11 november 2002                               | Maigret à l'école                                       | Maigret gaat naar school                     |                                     | 9 april 2009                                                             |
| 42 | Maigret et la princesse               | 21 februari 2003                               | Maigret et les vieillards                               | Maigret en de prinses                        |                                     | 11 april 2009                                                            |
| 43 | Un échec de Maigret                   | 31 maart 2003                                  | Un échec de Maigret                                     | Maigret schiet tekort                        |                                     | 16 april 2009                                                            |
| 44 | Signé Picpus                          | 30 juni 2003                                   | Signé Picpus                                            | Maigret en het geval Picpus                  |                                     | 14 april 2009                                                            |
| 45 | L'ami d'enfance de Maigret            | 29 september 2003                              | L'ami d'enfance de Maigret                              | De schoolvriend van Maigret                  |                                     | 17 april 2009                                                            |
| 46 | Les scrupules de Maigret              | 13 februari 2004                               | Les scrupules de Maigret                                | Maigret en de gifmengster                    |                                     | 20 april 2009                                                            |
| 47 | Les petits cochons sans queue         | 29 maart 2004                                  | Les petits cochons sans queue (geen Maigret-verhaal)    | Maigret en de varkentjes zonder staart       |                                     | 21 april 2009                                                            |
| 48 | Maigret et le clochard                | 3 mei 2004                                     | Maigret et le clochard                                  | Maigret en de clochard                       |                                     | 24 april 2009                                                            |
| 49 | Maigret et l'ombre chinoise           | 28 mei 2004                                    | L'ombre chinoise                                        | Maigret en de Chinese schim                  |                                     | 28 april 2009                                                            |
| 50 | Maigret chez le docteur               | 25 juni 2004                                   | Monsieur Lundi                                          | Maigret en mijnheer Maandag                  |                                     | 27 april 2009                                                            |
| 51 | Maigret en meublé                     | 17 december 2004                               | Maigret en meublé                                       | Maigret op kamers                            |                                     | 4 mei 2009                                                               |
| 52 | Maigret et la demoiselle de compagnie | 17 januari 2005                                | La vieille dame de Bayeux                               | Maigret en de oude dame uit Bayeux           |                                     | 5 mei 2009                                                               |
| 53 | Maigret et les sept petits croix      | 6 mei 2005                                     | Sept petits croix dans un carnet (geen Maigret-verhaal) | Maigret en de zeven kleine kruisjes          |                                     | 6 mei 2009                                                               |
| 54 | Maigret et L'Étoile du Nord           | 23 december 2005                               | L'Étoile du Nord                                        | Maigret en hotel Étoile du Nord              |                                     | 8 mei 2009                                                               |

### Overige televisieverfilmingen
Ook in Japan is een televisieserie rond Maigret gemaakt. Acteur Kinya Aikawa (1934-2015) vertolkte in 25 afleveringen de rol van Megure, een Japanse politiecommissaris die in het Tokyo van de jaren zeventig belast is met het oplossen van een aantal moordzaken. De serie Tokyo Megure Keishi  werd door Asahi Broadcasting Corporation uitgezonden van 14 april tot 29 mei 1978. Simenon was verrukt van de actrice die mevrouw Megure speelde: "De beste mevrouw Maigret naar mijn mening […], ze was precies zoals ik me haar voorstelde."
De allereerste televisie-Maigret ooit was Herbert Berghof (1909-1990), een Amerikaanse Oostenrijker, die de commissaris speelde in een live-registratie van Stan the killer (Stan le tueur), uitgezonden door de Amerikaanse televisiezender CBS op 20 mei 1950.
De Frans-Canadese acteur Henri Norbert (1904-1981) kroop een aantal malen in de huid van Maigret voor verfilmingen van La nuit du carrefour (uitgezonden door Télévision de Radio-Canada in vier afleveringen op 12, 19 en 26 januari en 2 februari 1956), Monsieur Gallet, décédé (vier afleveringen uitgezonden op 8, 15, 22 en 29 maart 1956) en Les vacances de Maigret (vier afleveringen uitgezonden op 28 december 1956 en 4, 11 en 18 januari 1957). Deze verfilmingen werden uitgezonden als onderdeel van de wekelijkse televisieserie Quatuor. In 1964 speelde Norbert nogmaals de commissaris in Maigret et la grande perche.
De allereerste Maigret op de Franse televisie was acteur Louis Arbessier (1907-1998). Hij speelde de commissaris in een verfilming van Liberty Bar die door Radiodiffusion-Télévision Française werd uitgezonden op 19 juni 1960. Deze verfilming is te zien op het videokanaal van het Institut National de l'Audiovisuel (INA).
De Russische acteur Boris Tenin (1905-1990) speelde driemaal Maigret in verfilmingen van achtereenvolgens Maigret et l'homme du banc (Мегрэ и человек на скамейке, 1973), Maigret et la veille dame (Мегрэ и человек на скамейке, 1974) en Maigret hésite (Мегрэ колеблется, 1982) welke werden uitgezonden door de staatstelevisie van de Sovjet-Unie.

## Maigret-strips
Een aantal Maigret-avonturen is in de jaren vijftig verstript door Jacques Blondeau (1925-1968) in opdracht van het Franse persagentschap Opéra Mundi. Tussen 1950 en 1955 verschenen 15 Maigret-avonturen in het Franse weekblad Samedi-Soir. Nadien werden deze strips ook in andere kranten en weekbladen afgedrukt. Voor zover bekend zijn deze strips echter nimmer verschenen in albumvorm. De door Blondeau getekende Maigret draagt een bolhoed en is in fysieke zin dus gebaseerd op Simenons vooroorlogse romanfiguur. Inhakend op het succes van de Engelse televisieserie met Rupert Davies als Maigret, kwam de Daily Mail in 1961 met het stripverhaal Maigret in battle of nerves, dat gebaseerd was op Simenons roman La tête d'un homme en de verfilming daarvan uit 1949 (The man on the Eiffel Tower). De door Kenneth Innes getekende Maigret lijkt als twee druppels water op Rupert Davies. De Catalaanse tekenaar Jaime Rumeu (1930-2003) verstripte in 1983 Maigret et l'affaire Nahour voor het Franse weekblad Le Nouveau Détective. De door Rumeu getekende Maigret lijkt sprekend op Jean Gabin. Van dit Maigret-avontuur is wel een album uitgebracht. Bij de Belgische uitgeverij Claude Lefrancq (Ukkel) verschenen in de jaren negentig vijf Maigret-avonturen als stripalbum getekend door Philippe Wurm (1962) en Frank Brichau (1949). Deze albums zijn ook in Nederlandse vertaling verkrijgbaar.
| # | Franse titel                         | Nederlandse titel                        | illustrator   | scenarioschrijver | jaartal |
| - | ------------------------------------ | ---------------------------------------- | ------------- | ----------------- | ------- |
| 1 | Maigret et son mort                  | Maigret en zijn dode                     | Philippe Wurm | Odile Reynaud     | 1993    |
| 2 | Maigret tend un piège                | Maigret en de maniak van Montmartre      | Philippe Wurm | Odile Reynaud     | 1993    |
| 3 | Maigret chez les Flamands            | Maigret bij de Vlamingen                 | Philippe Wurm | Odile Reynaud     | 1994    |
| 4 | Maigret et la danseuse du Gai-Moulin | Maigret en de danseres van de Gai-Moulin | Philippe Wurm | Odile Reynaud     | 1994    |
| 5 | Maigret et le corps sans tête        | Maigret en het lijk zonder hoofd         | Frank Brichau | Odile Reynaud     | 1997    |

Het personage inspecteur Juzo Megure in de Japanse manga- en animereeks Detective Conan vertoont duidelijk fysieke overeenkomsten met Maigret maar zijn karakter wijkt sterk af van Simenons commissaris en ook de plots waarin hij betrokken is hebben niets van doen met de door Simenon bedachte verhalen.

## Detectivebureau O (spin off)
In 1943 publiceerde  Simenon een bundel met veertien verhalen getiteld Les dossiers de l'agence O. De directeur van dit detectivebureau is de voormalige inspecteur van de Parijse recherche Joseph Torrence, die vijftien jaar lang een van de meest toegewijde medewerkers is geweest van commissaris Maigret. In verschillende verhalen is voorts een bijrol weggelegd voor Maigret's medewerker Lucas, inmiddels gepromoveerd tot commissaris. Overigens is de dikke Torrence dan wel in naam directeur van het detectivebureau, in werkelijkheid is diens roodharige assistent Emile de baas. In 1968 kwam uitgeverij Bruna met een Nederlandse vertaling van de verhalenbundel getiteld Detectivebureau O. Op de omslag en band werd het boek aangeprezen als een omnibus bestaande uit veertien Maigret-verhalen. In werkelijkheid komt Maigret in geen van de verhalen voor. Dertien van de veertien verhalen zijn door Marc Simenon (1939-1999), een zoon van de schrijver, en Jean Salvy bewerkt tot een televisieserie in opdracht van de Franse omroep ORTF en de Franstalige Canadese omroep Télévision de Radio-Canada. Deze televisieserie is ten dele ook in Nederland uitgezonden door de VARA (1968-1969). De televisieserie kon Nederlandse recensenten maar matig bekoren en werd neergesabeld als een "allesbehalve geslaagde parodie" op het detectivegenre.
| #  | Franse titel                     | Nederlandse titel                   | Franse televisietitel en # van aflevering | uitzenddatum in Frankrijk (ORTF) | Nederlandse televisietitel en # van aflevering | uitzenddatum in Nederland (VARA) |
| -- | -------------------------------- | ----------------------------------- | ----------------------------------------- | -------------------------------- | ---------------------------------------------- | -------------------------------- |
| 1  | La cage d'Émile                  | Emile en zijn kooi                  | La cage d'Émile (#4)                      | 1 april 1968                     |                                                |                                  |
| 2  | La cabane en bois                | De houten schuur                    | niet verfilmd                             |                                  |                                                |                                  |
| 3  | L'homme tout nu                  | De naakte man                       | L'homme tout nu (#2)                      | 18 maart 1968                    | De naakte man (#1)                             | 5 oktober 1968                   |
| 4  | L'arrestation du musicien        | De arrestatie van de saxofonist     | L'arrestation du musicien (#10)           | 13 mei 1968                      | De arrestatie van de musicus (#6)              | 22 februari 1969                 |
| 5  | L'étrangleur de Moret            | De wurger van Moret                 | L'étrangleur de Montigny (#7)             | 13 mei 1968                      |                                                |                                  |
| 6  | Le vieillard au porte-mine       | De oude man met het vulpotlood      | Le vieillard au porte-mine (#11)          | 20 mei 1968                      | De grijsaard met het vulpotlood (#5)           | 25 januari 1969                  |
| 7  | Les trois bateaux de la calanque | De drie boten in de baai            | Les trois bateaux de la calanque (#3)     | 25 maart 1968                    |                                                |                                  |
| 8  | La petite fleuriste de Deauville | Het bloemenmeisje van Deauville     | La petite fleuriste de Deauville (#8)     | 29 april 1968                    | Het bloemenverkoopstertje van Deauville (#3)   | 30 november 1968                 |
| 9  | Le ticket de métro               | Het metrokaartje                    | Le ticket de métro (#12)                  | 27 mei 1968                      |                                                |                                  |
| 10 | Émile à Bruxelles                | Emile in Brussel                    | Émile à Cannes (#9)                       | 6 mei 1968                       | Emile in Cannes (#4)                           | 20 december 1968                 |
| 11 | Le prisonier de Lagny            | De gevangene van Lagny              | Le prisonier de Lagny (#1)                | 11 maart 1968                    |                                                |                                  |
| 12 | Le club des vieilles dames       | De club der oude dames              | Le club des vieilles dames (#6)           | 15 april 1968                    |                                                |                                  |
| 13 | Le docteur tant-pis              | Dokter Chagrijn                     | Le docteur tant-pis (#5)                  | 8 april 1968                     | 't Komt wel (#2)                               | 2 november 1968                  |
| 14 | Le chantage de l'Agence O        | Bureau O in staat van beschuldiging | Le chantage de l'Agence O (#13)           | 3 juni 1968                      | Chantage (#7)                                  | 20 maart 1969                    |